# Marilyn Monroe
Norma Jeane Mortenson, mais conhecida como Marilyn Monroe (Los Angeles, 1 de junho de 1926 — Los Angeles, 4 de agosto de 1962), foi uma atriz, modelo e cantora norte-americana. Como estrela de cinema de Hollywood, é um dos maiores símbolos sexuais do século XX, imortalizada pelos cabelos loiros e as suas formas voluptuosas. Inicialmente, ficou famosa por interpretar personagens cômicos, tornando-se sucesso no cinema. Apesar de sua carreira ter durado apenas uma década, seus filmes arrecadaram mais de duzentos milhões de dólares até sua morte inesperada, em 1962. É considerada um dos maiores ícones da cultura popular. 
Nascida e criada em Los Angeles, Marilyn passou a maior parte de sua infância em lares adotivos e em um orfanato, além de ter casado pela primeira vez com apenas dezesseis anos. Em 1944 trabalhava numa companhia de aviação que fabricava drones para uso na Segunda Guerra Mundial, quando conheceu um fotógrafo da First Motion Picture Unit e iniciou uma carreira notável como modelo pin-up, o que a ajudou a fechar contratos para filmes de curta-metragem promovidos pela 20th Century Fox (1946–1947) e a Columbia Pictures (1948). Após uma série de papéis em filmes pequenos, assinou um novo contrato com a Fox. Rapidamente se tornou uma atriz popular com papéis em diversas comédias, incluindo Sempre Jovem (1951) e O Inventor da Mocidade (1952), além dos dramas Só a Mulher Peca (1952) e Almas Desesperadas (1952). Nesta época, Monroe causou escândalo quando descobriram que posara para fotos nuas antes de se tornar atriz, mas isso acabou aumentando ainda mais o interesse do público por seus filmes.
Em 1953, Marilyn era uma das estrelas mais bem-sucedidas de Hollywood, sendo a protagonista em três filmes; o noir Torrentes de Paixão, que destacou seu apelo sexual, e as comédias Os Homens Preferem as Loiras e How to Marry a Millionaire. Embora tenha desempenhado um papel importante na criação e gestão de sua própria imagem pública, estava decepcionada por seu trabalho não ter sido valorizado pelo estúdio. Foi brevemente suspensa no início de 1954 por recusar um projeto de filme, mas voltou no ano seguinte a estrelar num dos maiores sucessos de bilheteria de sua carreira, O Pecado Mora ao Lado. Quando o estúdio ainda estava relutante em modificar os termos de seu contrato, Monroe fundou sua própria empresa de produção cinematográfica, a Marilyn Monroe Productions (MMP). Buscando aprimorar seu desempenho como atriz, começou a estudar método de interpretação no Actors Studio. Logo em seguida a Fox assinou um novo contrato que lhe trouxe mais controle sobre a sua carreira e um aumento de salário. Depois de seu desempenho ser aclamado pela crítica em Nunca Fui Santa (1956) e atuando na primeira produção independente de MMP, The Prince and the Showgirl (1957), ganhou o Globo de Ouro de Melhor Atriz por Some Like It Hot (1959). Seu último filme completo foi o drama The Misfits (1961).
A conturbada vida particular de Marilyn Monroe sempre despertou muito interesse. Durante sua carreira lutou contra o vício, a depressão e a ansiedade. Além disso, teve dois casamentos altamente midiáticos: com o jogador de beisebol Joe DiMaggio e com o dramaturgo Arthur Miller, ambos terminados em divórcio. A atriz também provocou controvérsia por ter sido cogitada como amante do então presidente dos Estados Unidos, John F. Kennedy, apesar de nada ter sido provado. Morreu em sua casa, aos 36 anos, vitimada por uma overdose de barbitúricos, no dia 5 de agosto de 1962. Embora a morte seja considerada como um provável suicídio, surgiram várias teorias da conspiração sobre um possível homicídio.

## Biografia e carreira

### Infância e primeiro casamento (1926–1944)

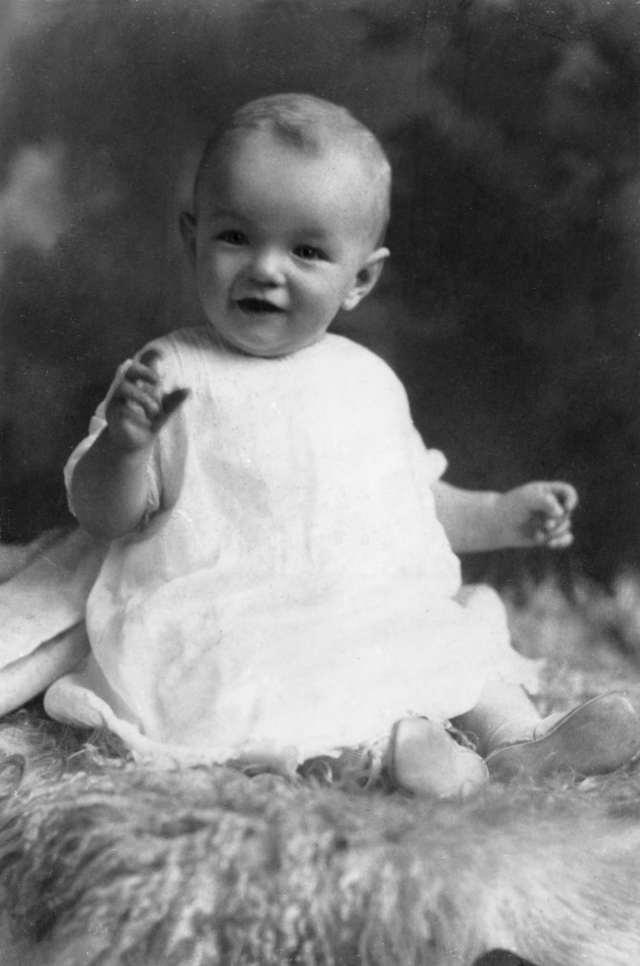
Norma Jeane durante os seus primeiros meses de vida

Norma Jeane Mortenson nasceu no dia 1 de junho de 1926, sendo a terceira filha de Gladys Pearl Monroe (1902–1984). Os irmãos mais velhos de Monroe eram Robert (1917–1933) e Berniece (1919-2014). Ela não sabia que tinha uma irmã até completar doze anos de idade, conhecendo-a apenas depois de adulta. A identidade do pai biológico de Marilyn é desconhecida. Durante sua infância, Mortensen e Baker foram usados como seus sobrenomes em registros públicos.
Marilyn foi levada por pais adotivos, após o seu nascimento, para Hawthorne, na Califórnia, pois sua mãe estava mentalmente e financeiramente despreparada para cuidar de um filho. Inicialmente, Gladys viveu com a família para cuidar da própria filha em seus primeiros meses de vida, entretanto, após os turnos de seu trabalho se intensificarem foi obrigada a voltar para Hollywood, no início de 1927. Logo em seguida começou a visitar sua filha apenas nos finais de semana, planejando levá-la de volta consigo assim que sua condição se estabilizasse.  No início de 1934, a mãe de Marilyn teve um colapso mental e foi hospitalizada. Ela foi diagnosticada com esquizofrenia paranoide. Desde então, Gladys passou o resto de sua vida dentro de hospitais e teve apenas contatos ocasionais com a filha.

"Quando eu tinha cinco anos, eu acho, foi quando eu comecei a querer me tornar uma atriz. Eu gostava de brincar. Eu não gostava do mundo em torno de mim, porque era algo desagradável, eu gostava de brincar de casinha. Era como se você pudesse fazer seus próprios limites... Quando eu soube que estava atuando, disse que era o que queria fazer. Algumas das minhas famílias adotivas usavam o cinema para me tirar de casa, e lá estava eu sentada na frente daquela tela grande, sozinha, eu adorava.

— Monroe em uma entrevista para a Life, em 1962
Marilyn foi declarada sob a guarda do Estado e Grace Goddard, uma das amigas de sua mãe, assumiu a responsabilidade sobre ela e por assuntos relacionados à sua mãe. Viveu com seus pais adotivos até junho de 1935, e mais tarde contaria que foi abusada sexualmente por um deles quando tinha oito anos. Viveu então brevemente com Grace e seu marido, Erwin "Doc" Goddard, e duas outras famílias, até ser colocada num orfanato em setembro de 1935. Grace tornou-se sua guardiã legal no ano seguinte, levando-a do orfanato em 1937. Morou com os Goddards até ao final desse ano, quando Doc a molestou. Em seguida, foi levada para morar com parentes e amigos de Grace em Los Angeles e Compton. Marilyn só encontrou um lar permanente em setembro de 1938, quando foi viver com a tia de Grace, Ana Atchinson Lower, no oeste de Los Angeles. Devido a problemas de saúde de Lower, Marilyn voltou a viver com os Goddards em Van Nuys, entre 1940 e o início de 1941.
No início de 1942, a empresa onde Doc Goddard trabalhava obrigou-o a mudar-se para a Virgínia Ocidental. Entretanto, as leis da Califórnia impediam que os Goddards levassem Marilyn para fora do estado e ela teria que enfrentar a possibilidade de voltar para o orfanato. Como solução, ela teve que se casar com o filho de um dos vizinhos, James Dougherty, que na época tinha 21 anos e trabalhava na Lockheed Corporation. Os biógrafos não sabem se eles já haviam namorado antes ou se o casamento foi inteiramente arranjado por Grace. O matrimônio aconteceu em 19 de junho de 1942, logo após Marilyn ter completado dezesseis anos, fazendo-a abandonar a escola. Ela não gostava de ser dona de casa e mais tarde afirmou que o "casamento não a deixou triste, mas também não a fez feliz". "Meu marido e eu quase não conversávamos. Isso não acontecia porque estávamos sempre com raiva, nós só não tínhamos nada a dizer. Eu morria de tédio", completou. Em 1943, Dougherty alistou-se na Marinha. Inicialmente, ele foi chamado para servir na ilha de Santa Catalina, onde permaneceu até ser levado para o oceano Pacífico em abril de 1944 e continuou longe de casa durante dois anos. Depois de Dougherty ter ido para o Pacífico, Marilyn foi morar com os pais dele e começou a trabalhar numa fábrica que auxiliava à Segunda Guerra Mundial.

### Modelagem e primeiros papéis (1945–1949)

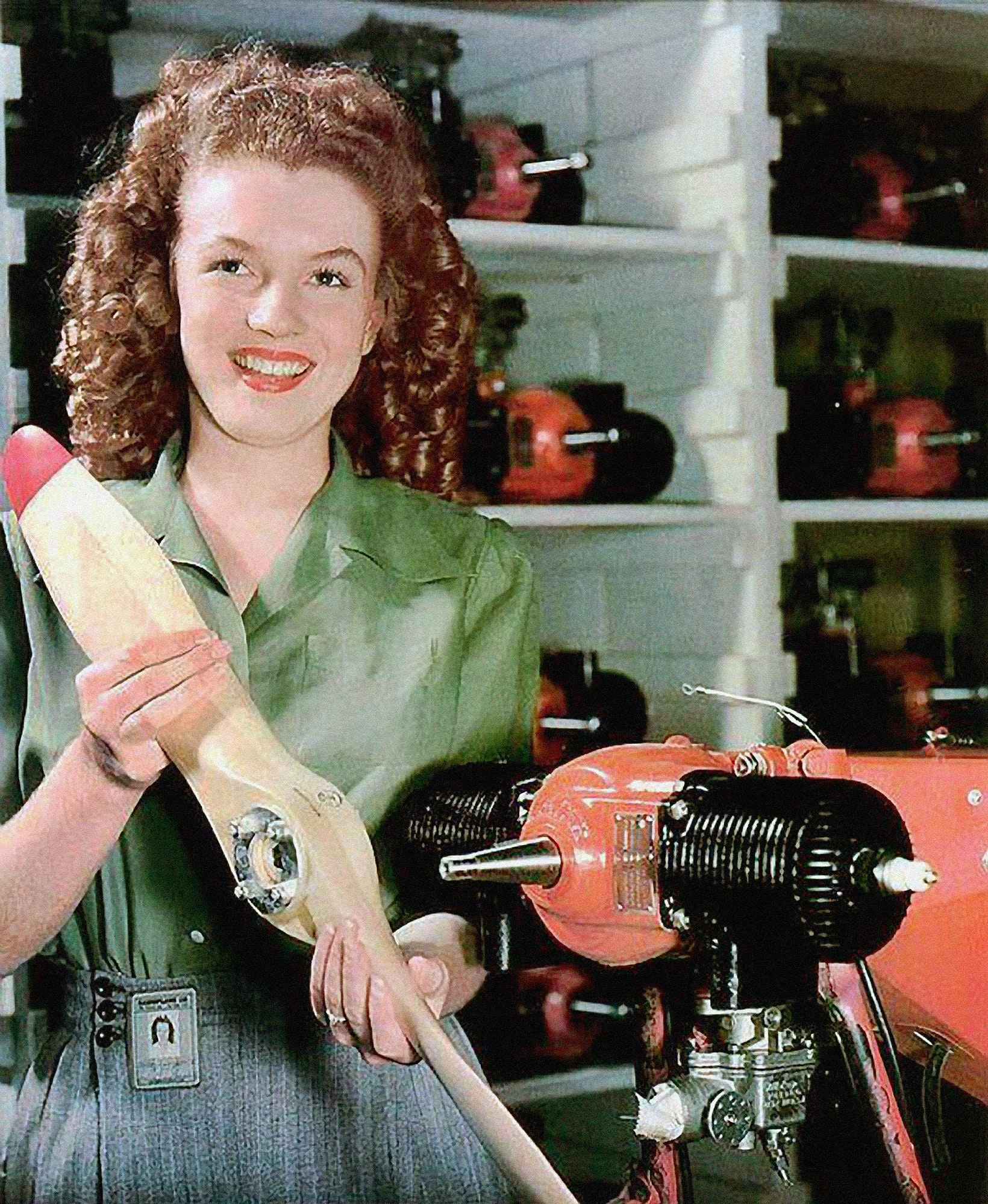
Monroe fotografada enquanto ainda trabalhava numa fábrica, no final de 1944

No final de 1944, Marilyn conheceu o fotógrafo David Conover, que tinha sido enviado pela First Motion Picture Unit (FMPU) das Forças Aéreas do Exército dos Estados Unidos para a fábrica, com o intuito de fotografar imagens moralizadoras de trabalhadoras do sexo feminino. Embora nenhuma das suas imagens tenham sido usadas, ela parou de trabalhar na fábrica em janeiro de 1945 e começou a modelar para Conover e para os seus conhecidos. Durante o trabalho de modelo, usava ocasionalmente o nome Jean Norman, tendo cabelos encaracolados e escuros, pintou-os de loiro para atrair mais a atenção dos publicitários. Como a sua figura foi considerada mais adequada para modelagem pin-up, ela foi empregada principalmente em propagandas e revistas direcionadas para o público masculino. De acordo com Emmeline Snively, que comandava a agência Blue Book Model, ela era uma de suas modelos que mais trabalhavam. Até à primavera de 1946 havia aparecido em 33 capas de revistas.
Impressionada com o seu sucesso, Snively arranjou-lhe um contrato com uma agência de atrizes em junho de 1946. Através desta agência ela conheceu Ben Lyon, um executivo da 20th Century-Fox, que lhe providenciou um teste para o cinema. O executivo principal, Darryl F. Zanuck, não se entusiasmou com o teste; porém, foi persuadido a dar-lhe um contrato de seis meses para evitar que Marilyn fosse trabalhar com o estúdio rival, RKO Pictures, cujo proprietário, Howard Hughes, havia manifestado interesse após vê-la na capa de uma revista. Ela começou o contrato em agosto de 1946 e juntamente com Lyon, selecionou o nome artístico de "Marilyn Monroe". O primeiro foi escolhido por Lyon, que retirou o nome de Marilyn Miller, uma estrela da Broadway, enquanto Monroe foi retirado do sobrenome de solteira de sua mãe. Em setembro de 1946, divorciou-se de Dougherty para poder concentrar-se totalmente na sua carreira de atriz.

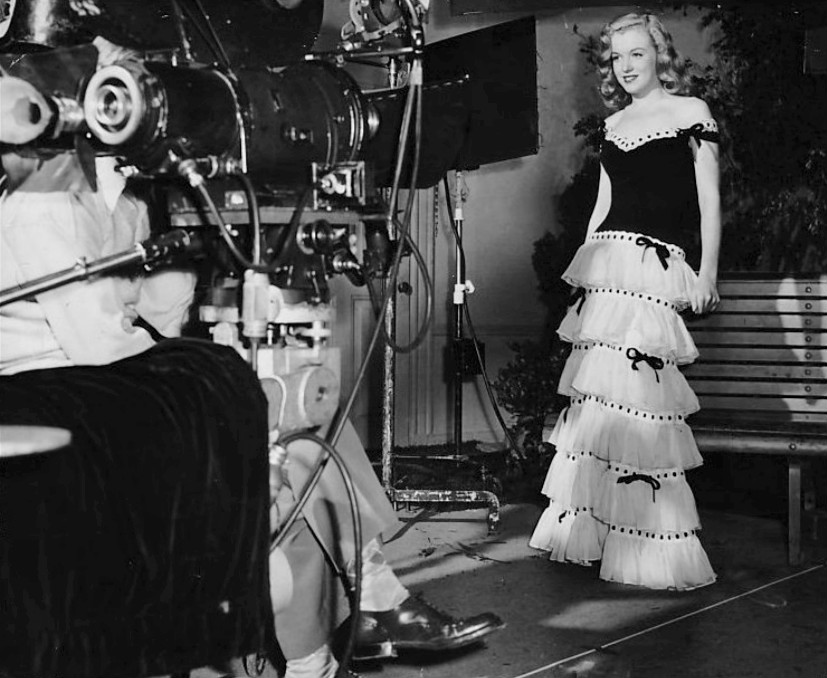
Marilyn em seu primeiro trabalho com contrato com a 20th Century-Fox em 1947

Marilyn não teve papéis no cinema durante os seus primeiros meses de contrato, então pôde se dedicar a fazer aulas de teatro, canto e dança. Ansiosa por aprender mais sobre a indústria do cinema, também passou parte de seu tempo dentro dos estúdios de gravação, observando como os outros atores trabalhavam. Seu contrato foi renovado em fevereiro de 1947, e durante a primavera desse ano recebeu os seus dois primeiros papéis: nove linhas de diálogo como garçonete no drama Idade Perigosa (1947) e uma fala na comédia Torrentes de Ódio (1948). O estúdio também a matriculou no Actors' Laboratory Theatre, uma escola de atores, para que aprendesse as técnicas do Group Theatre. O contrato de Marilyn não foi renovado em agosto de 1947 e ela voltou a modelar. Entretanto, continuou tendo aulas na escola de teatro e em outubro apareceu como uma mulher fatal no curta Glamour Preferred, mas esta produção não obteve qualquer tipo de divulgação.
Marilyn conseguiu o seu segundo contrato em março de 1948, desta vez com a Columbia Pictures. De acordo com alguns biógrafos, este contrato foi arranjado pelo seu amante, o executivo da Fox, Joseph M. Schenck, amigo pessoal do chefe executivo da Columbia, Harry Cohn.

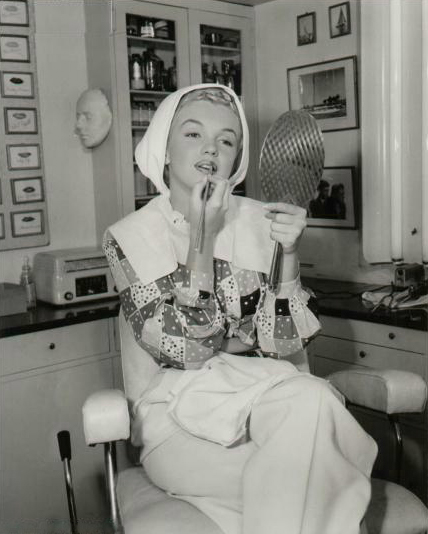
Marilyn passando batom em seus lábios em 1948

Em seu novo estúdio, Marilyn começou a trabalhar com a chefe dos preparadores de elenco, Natasha Lytess, que permaneceu sua mentora até 1955. Ela realizou algumas mudanças em relação à aparência de Marilyn, dentre essas estava seu cabelo que foi pintado de loiro platinado. Seu único filme no estúdio foi Ladies of the Chorus (1948), no qual ela teve o seu primeiro papel principal, onde interpretava uma cantora de coro que era cortejada por um homem rico. Durante a produção, ela teve um caso com o seu preparador vocal, Fred Karger, que pagou uma correção nos seus dentes. Apesar de ter atuado em um papel principal, o contrato de Marilyn não foi renovado. Ladies of the Chorus foi lançado em outubro e não obteve sucesso comercial.
Em setembro de 1948, após o encerramento de seu contrato com a Columbia, Marilyn tornou-se a protegida de Johnny Hyde, vice-presidente da William Morris Agency (WMA). Ele começou a representar seus interesses e o relacionamento entre os dois logo se tornou sexual, embora ela tenha recusado suas propostas de casamento. Com o objetivo de alavancar a carreira de Marilyn, ele pagou-lhe uma prótese de silicone para ser implantada na sua mandíbula e, possivelmente, uma rinoplastia, além de lhe arranjar um papel no filme Loucos de Amor (1950). Embora a sua aparição tenha sido pequena, ela foi escolhida para participar da turnê promocional da produção. Marilyn também continuou modelando e, em maio de 1949, ela posou nua em uma sessão para o fotógrafo Tom Kelley.

### Avanço no cinema (1950–1952)

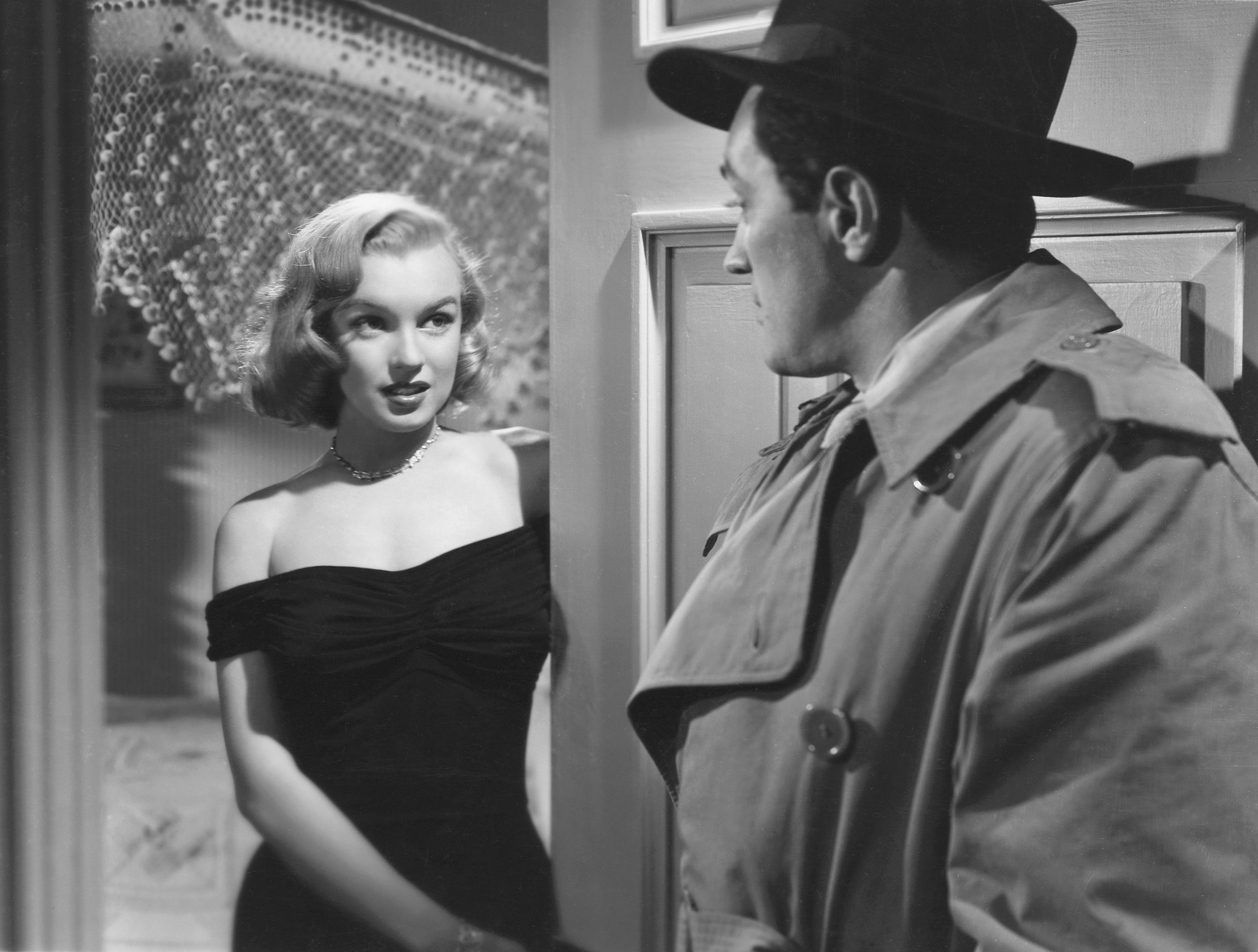
Marilyn durante o filme O Segredo das Joias (1950), uma de suas primeiras interpretações notada pelos críticos

Marilyn apareceu em outros cinco filmes lançados em 1950. Ela teve papéis pequenos em O que Pode um Beijo, Por Um Amor e O Faísca, além de fazer aparições em dois filmes aclamados pela crítica, O Segredo das Jóias de John Huston e A Malvada de Joseph L. Mankiewicz. No primeiro, Marilyn interpretava Angela, uma jovem amante de um velho criminoso. Embora tenha aparecido por apenas cinco minutos, ela ganhou uma menção na revista Photoplay e, de acordo com o biógrafo Donald Spoto, isso "mudou efetivamente a sua imagem de modelo para a de uma atriz séria". Em A Malvada, na qual ela contracenou diretamente com Bette Davis, interpretava a senhorita Caswell, uma jovem ingênua.
Depois do sucesso de Marilyn nestes papéis, Hyde negociou um contrato de sete anos para ela com a 20th Century Fox, em dezembro de 1950.  Ele morreu de ataque cardíaco alguns dias depois, deixando-a arrasada. Apesar da sua tristeza, o ano seguinte acabou por ser uma época em que começava a ganhar mais visibilidade. Em março, foi apresentadora na 23ª edição do Oscar e, em setembro, a Collier's foi a primeira revista nacional a publicar um perfil completo sobre ela. Monroe teve papéis coadjuvantes em quatro filmes de baixo orçamento lançados em 1951; no drama da Metro-Goldwyn-Mayer, Em cada Lar, um Romance, e nas comédias moderadamente bem-sucedidas da Fox, Sempre Jovem, O Segredo das Viúvas e Joguei Minha Mulher. Embora, de acordo com Spoto, todos os quatro filmes a destacam como um "essencial ornamento sexual", recebeu alguns elogios da crítica especializada, com Bosley Crowther do The New York Times descrevendo-a como "excelente", enquanto Ezra Goodman do Los Angeles Daily News a chamou de "uma das mais brilhantes atrizes iniciantes" naquela época.

Marilyn em 1952

Para desenvolver as suas habilidades de atuação começou a ter aulas com Mikhail Chekhov. Sua popularidade com o público também aumentou; além de começar a receber milhares de cartas de fãs por semana, foi apontada pelo jornal do exército americano, Stars and Stripes, a mulher mais desejada pelos soldados durante a Guerra da Coreia. Na sua vida privada, Marilyn estava num relacionamento com o diretor Elia Kazan. No segundo ano de contrato, Marilyn tornou-se a atriz que era apontada como a razão para o sucesso de bilheteria nos filmes onde atuava, sendo considerada uma it girl e descrita por Hedda Hopper como a "rainha do pin-up" que se tornou a "dona das bilheterias". Em fevereiro, graças ao sucesso de público em seus filmes, foi premiada pela Associação de Correspondentes Estrangeiros de Hollywood, além de ter iniciado um romance altamente divulgado com o jogador de beisebol do New York Yankees, Joe DiMaggio, uma das mais famosas personalidades do esporte da época. No mês seguinte, causou escândalo quando revelou que havia posado nua para uma sessão fotográfica em 1949, apresentada em calendários. Para conter efeitos negativos na sua carreira, o estúdio publicou que ela só havia posado pois estava numa situação financeira difícil. A estratégia conseguiu fazer com que a simpatia do público aumentasse a seu respeito, causando interesse nos seus filmes. Em abril de 1952, foi destaque na capa da revista Life. Marilyn conseguiu adicionar à sua reputação a imagem de símbolo sexual quando usou um vestido revelador durante o desfile da Miss América, além de ter afirmado ao colunista Earl Wilson que normalmente não usava roupas íntimas.

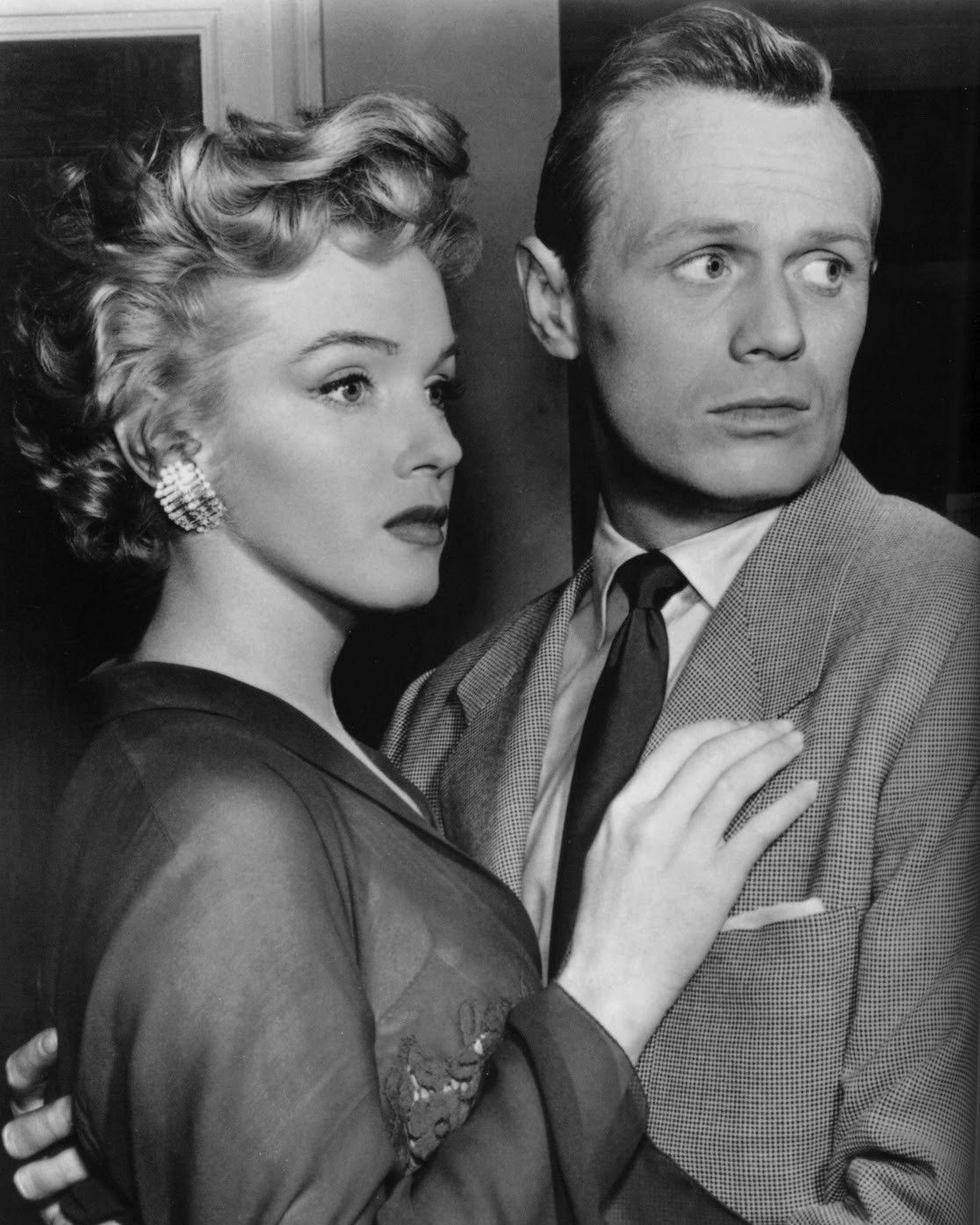
Marilyn com Richard Widmark durante as filmagens de Almas Desesperadas

Durante o verão de 1952, Marilyn apareceu em três filmes de sucesso comercial. O primeiro foi o drama de Fritz Lang, Só a Mulher Peca, onde ela interpretava um papel atípico como funcionária de uma fábrica de conservas de peixe. Graças a esse papel, Marilyn recebeu críticas positivas pela atuação. O The Hollywood Reporter afirmou que "ela merece destaque pela sua excelente interpretação", enquanto a Variety apontava que a artista "tem uma facilidade de entrega que faz dela um alvo fácil para a popularidade". Em seguida, estrelou como concorrente de um concurso de beleza na comédia Travessuras de Casados e como uma babá mentalmente perturbada no suspense Almas Desesperadas. Apesar do papel ter sido desenvolvido exclusivamente para ela, este foi recebido com opiniões divididas da crítica especializada, com alguns julgando-a inexperiente demais para o difícil papel, enquanto outros culpavam os problemas presentes no roteiro. Seu trabalho seguinte foi como secretária de Cary Grant em O Inventor da Mocidade , dirigida por Howard Hawks. Lançado em outubro de 1952, foi o primeiro filme a apresentá-la como uma "loira inocente e inconsciente dos estragos que a sua sensualidade provocava ao seu redor". O último filme de Marilyn naquele ano foi Páginas da Vida, no qual teve um papel pequeno interpretando uma prostituta.

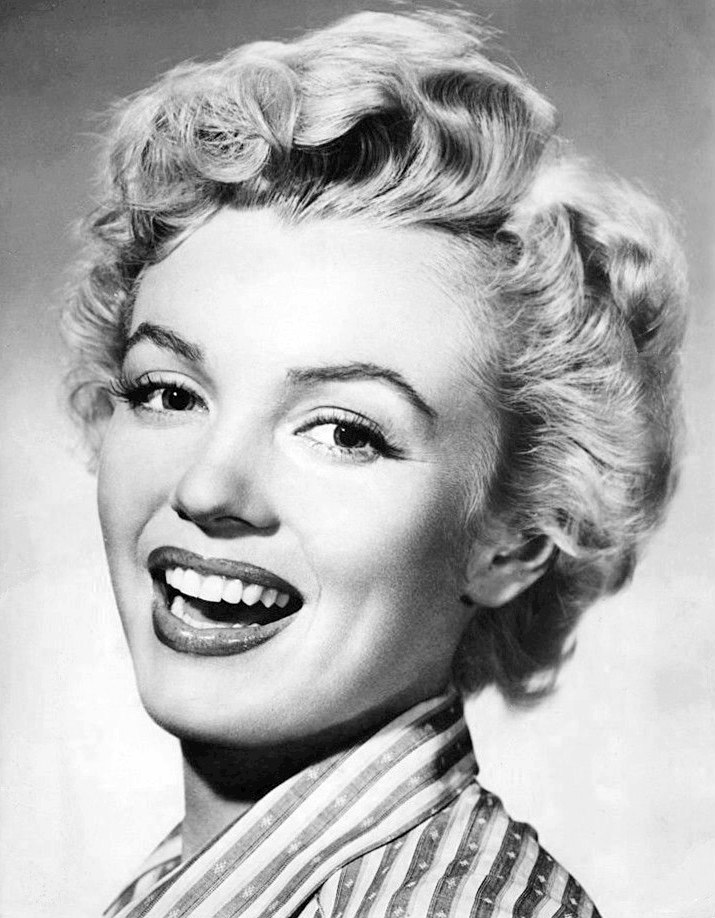
Marilyn em 1952

Durante este período, Marilyn ganhou a reputação de ser difícil de trabalhar nos estúdios de filmagem, o que piorou conforme a sua carreira progredia. Frequentemente chegava atrasada às gravações ou então nem aparecia nos dias marcados; outras vezes não conseguia lembrar-se das falas e exigia que a cena fosse regravada até estar satisfeita com o resultado. Além disso, a dependência que ela tinha com as preparadoras de elenco irritava os produtores. Os problemas de Marilyn podem ser atribuídos a uma combinação de perfeccionismo, baixa autoestima, medo do palco e o aumento de sua dependência a barbitúricos e anfetaminas para controlar a ansiedade e insônia crônica. Além disso, medicamentos  para ajudar a dormir e fornecer energia não eram incomuns na década de 1950, sendo alegado como bastante comum na indústria do cinema.

### Ascensão ao estrelato (1953)
Marilyn estreou em três filmes lançados em 1953, além de revitalizar a sua carreira,  tornou-a num importante símbolo sexual e um dos artistas mais rentáveis de Hollywood. O primeiro foi o filme noir gravado em Technicolor Torrentes de Paixão, no qual interpretou uma intrigante mulher fatal que planejava assassinar o seu marido, interpretado por Joseph Cotten. Naquela época, Marilyn e seu maquiador pessoal, Allan "Whitey" Snyder, tinham desenvolvido um tipo de maquiagem que se tornou muito associado a ela; sobrancelhas arqueadas e escuras, pele pálida e lábios vermelhos e brilhantes.

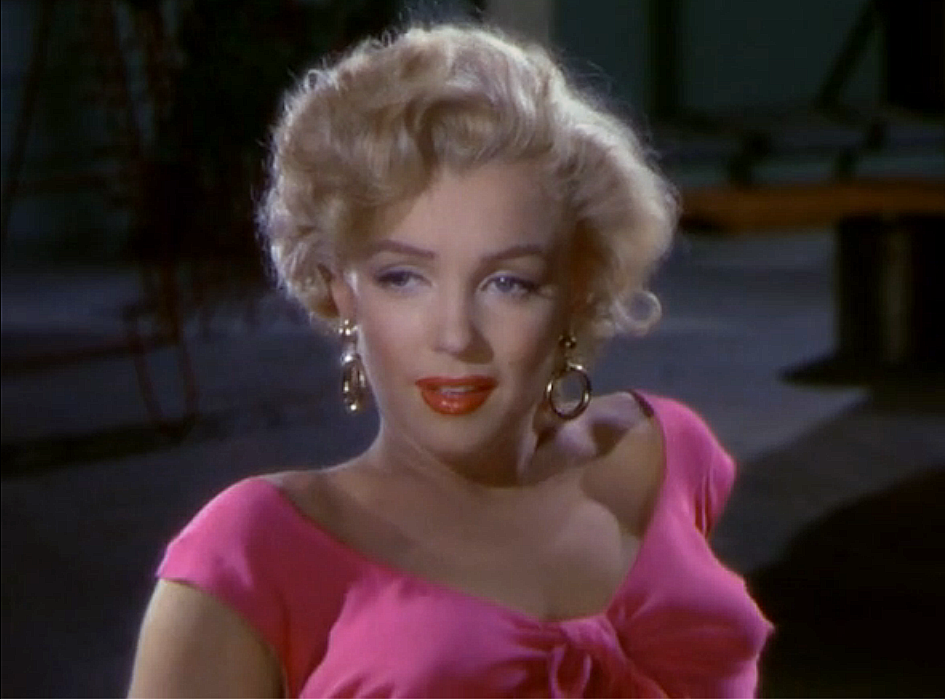
Interpretando Rose Loomis em Torrentes de Paixão (1953), que colocava como destaque o seu apelo sexual

De acordo com historiadores, Torrentes de Paixão foi um dos filmes mais abertamente sexuais da sua carreira e incluía cenas em que o seu corpo estava apenas coberto por um lençol ou uma toalha, considerado até então chocante por espectadores contemporâneos. Uma de suas cenas famosas é um trecho onde Marilyn é filmada de costas enquanto caminha e balança os quadris, a mesma foi muito utilizada no marketing da obra.
Após a repercussão de Torrentes de Paixão, clubes de mulheres protestaram, alegando que o mesmo era "imoral". Entretanto, a Variety revisou e considerou seu roteiro apenas como "clichê" e "mórbido", enquanto o The New York Times opinava que "as cataratas e Marilyn eram a razão para ver [o filme]" e "mesmo que ela não seja uma atriz perfeita no momento, ela pode ser sedutora até quando anda". A atriz continuou a atrair atenção por onde passava com suas roupas em eventos publicitários, uma das mais comentadas foi a premiação da Photoplay em janeiro de 1953, onde ganhou um prêmio por ser a maior "estrela em ascensão" no cinema. Ela usava um vestido lamê dourado e colado ao corpo, o que fez a veterana Joan Crawford criticá-la na imprensa, descrevendo o seu comportamento como "impróprio para uma atriz e senhora".

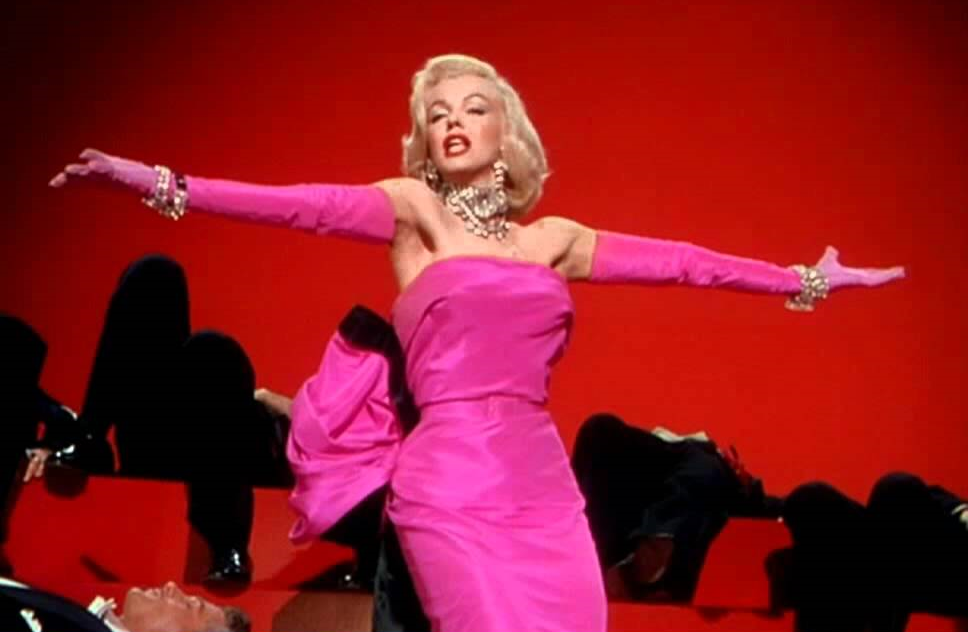
Marilyn interpretando a canção "Diamonds Are a Girl's Best Friend", no filme Os Homens Preferem as Loiras (1953)

Seu segundo filme divulgado no ano, Os Homens Preferem as Loiras, uma comédia musical, estabeleceu a imagem da atriz como "loira burra". Com base no romance recordista de vendas de mesmo nome escrito por Anita Loos e adaptado para a Broadway, o filme é centrado em duas showgirls bastante atraentes; Marilyn como Lorelei Lee e Dorothy Shaw interpretada por Jane Russell. Originalmente, o papel de Lorelei foi desenvolvido para Betty Grable, que era a mulher loira mais "popular" da 20th Century-Fox na década de 1940; porém, com o rápido desenvolvimento da popularidade de Marilyn, foi ela a escolhida para o papel pois conseguiria o "apelo" tanto do público masculino como do feminino. Como parte da campanha de divulgação da obra, ela e Russell imortalizaram as mãos e pés no concreto no exterior do Grauman's Chinese Theatre em junho de 1953. Os Homens Preferem as Loiras foi lançado pouco depois e tornou-se um dos maiores sucessos de bilheteria daquele ano, arrecadando mais de 5,3 milhões de dólares, mais do que o dobro dos custos de sua produção. Bosley Crowther do The New York Times e William Brogdon da Variety responderam favoravelmente ao desempenho de Marilyn, especialmente pela sua interpretação na canção "Diamonds Are a Girl's Best Friend". De acordo com Brogdon, ela demonstrou "a capacidade do sexo numa música, bem como apontar os valores de uma cena apenas com a sua presença".
Em setembro de 1953, Marilyn estreou na televisão no programa Jack Benny Show, interpretando a "mulher dos sonhos" de Jack no episódio "Honolulu Trip". No seu último filme do ano, How to Marry a Millionaire, ela contracenava com Betty Grable e Lauren Bacall. Lançado em novembro, o filme apresentava Marilyn num papel de modelo ingênua que, ao lado de suas amigas, tentavam encontrar maridos ricos, repetindo a fórmula de sucesso de Os Homens Preferem as Loiras. Foi o segundo filme lançado em CinemaScope, um formato widescreen que estúdios de cinema esperavam que chamasse a atenção do público de volta aos cinemas já que naquela época a televisão começava a causar perdas de público. Apesar de críticas mistas, o filme foi o maior sucesso de bilheteria da carreira de Marilyn até então, com mais de 8 milhões de dólares.
Em 1953 e 1954, Marilyn foi apontada como a estrela feminina que mais dinheiro fazia na indústria do cinema e, de acordo com o historiador Aubrey Solomon, ela tornou-se o "maior patrimônio" do estúdio 20th Century-Fox, ao lado do próprio CinemaScope. A posição da atriz como um símbolo de liderança feminina foi confirmado quando o empresário Hugh Hefner a colocou como destaque da primeira edição da revista Playboy. A imagem escolhida por ele foi uma fotografia dela no desfile de Miss América em 1952, além de ter colocado uma de suas fotos nua de 1949 como página central da mesma revista.

### Conflitos e segundo casamento (1954–55)

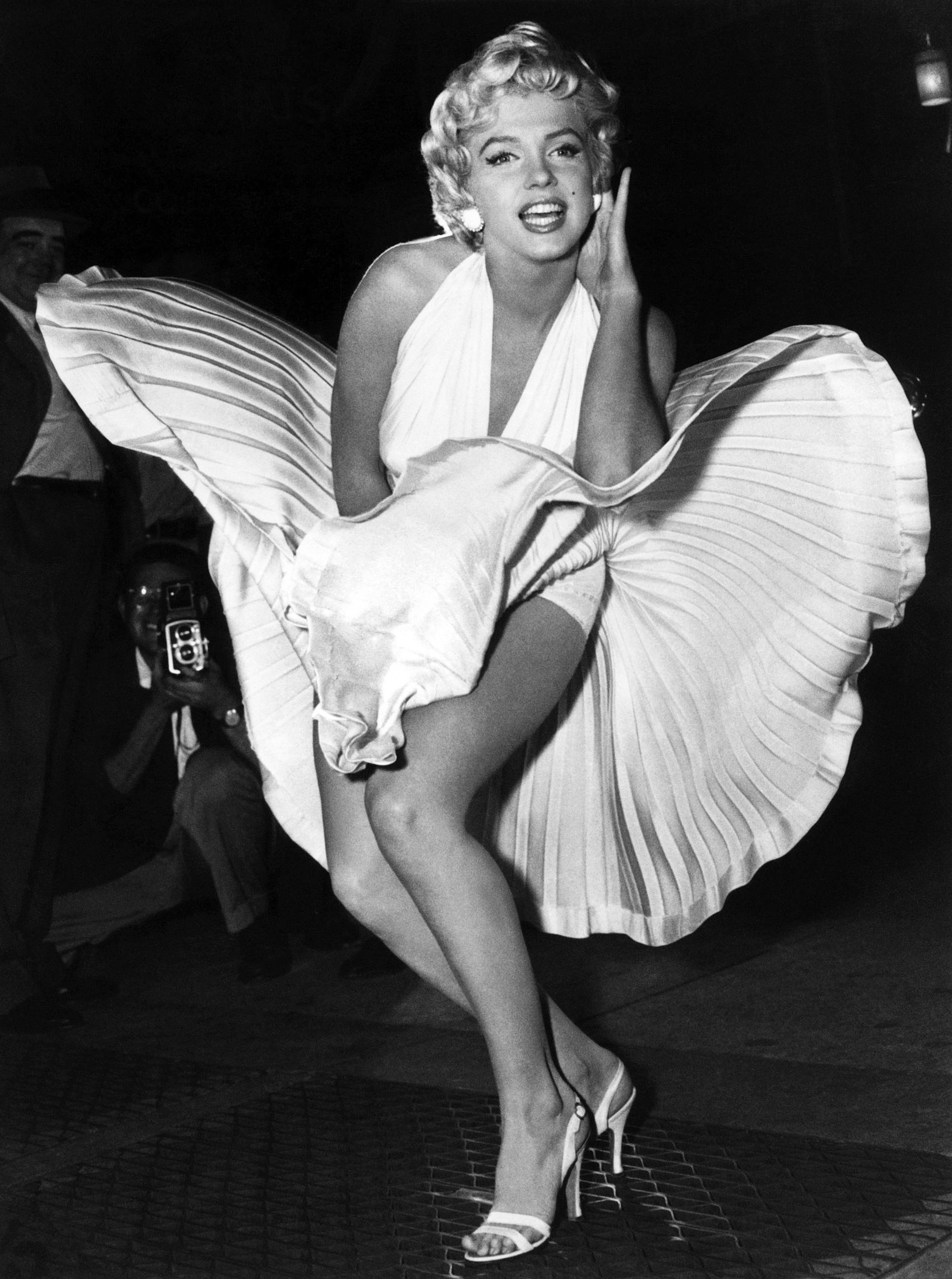
A famosa cena do vestido esvoaçante, no filme O Pecado Mora ao Lado (1954)

Embora Marilyn tenha se tornado uma das maiores estrelas da 20th Century-Fox, o seu contrato não havia mudado desde 1950, o que significava que ela recebia muito menos do que outras atrizes de cinema de sua estatura e não poderia escolher os seus projetos e colegas de trabalho. Naquele ponto da sua carreira, ela também se encontrava cansada de ser estereotipada e estava sempre tentando aparecer em filmes cujos gêneros não fossem comédias ou musicais; porém todas as tentativas eram frustradas. Quando ela se recusou a filmar outra comédia musical, a versão cinematográfica de The Girl in Pink Tights, no qual ela iria contracenar com Frank Sinatra, o estúdio decidiu suspendê-la em 4 de janeiro de 1954.
A suspensão foi notícia de primeira página em diversos jornais e Marilyn começou imediatamente uma campanha de publicidade para combater qualquer informação negativa a seu respeito e reforçar a sua posição no conflito. Em 14 de janeiro de 1954, ela e Joe DiMaggio, cuja relação tinha sido objeto de constante atenção dos mídia desde 1952, casaram na Prefeitura de São Francisco. Logo em seguida, viajaram até ao Japão, combinando uma lua de mel com uma viagem de negócios. De lá, viajou sozinha até à Coreia, onde cantou músicas dos seus filmes como parte de um espetáculo para setenta mil marinheiros norte-americanos durante um período de quatro dias. Em fevereiro, quando voltou a Hollywood, foi premiada pela Photoplay como a atriz mais popular do cinema. No mês seguinte, Marilyn e o estúdio chegaram a um acordo, com o qual ela ganhou um novo contrato e receberia o papel de protagonista na adaptação da peça da Broadway, O Pecado Mora ao Lado. O mesmo contrato estabelecia que Monroe faturaria ainda um bônus de 100 mil dólares.

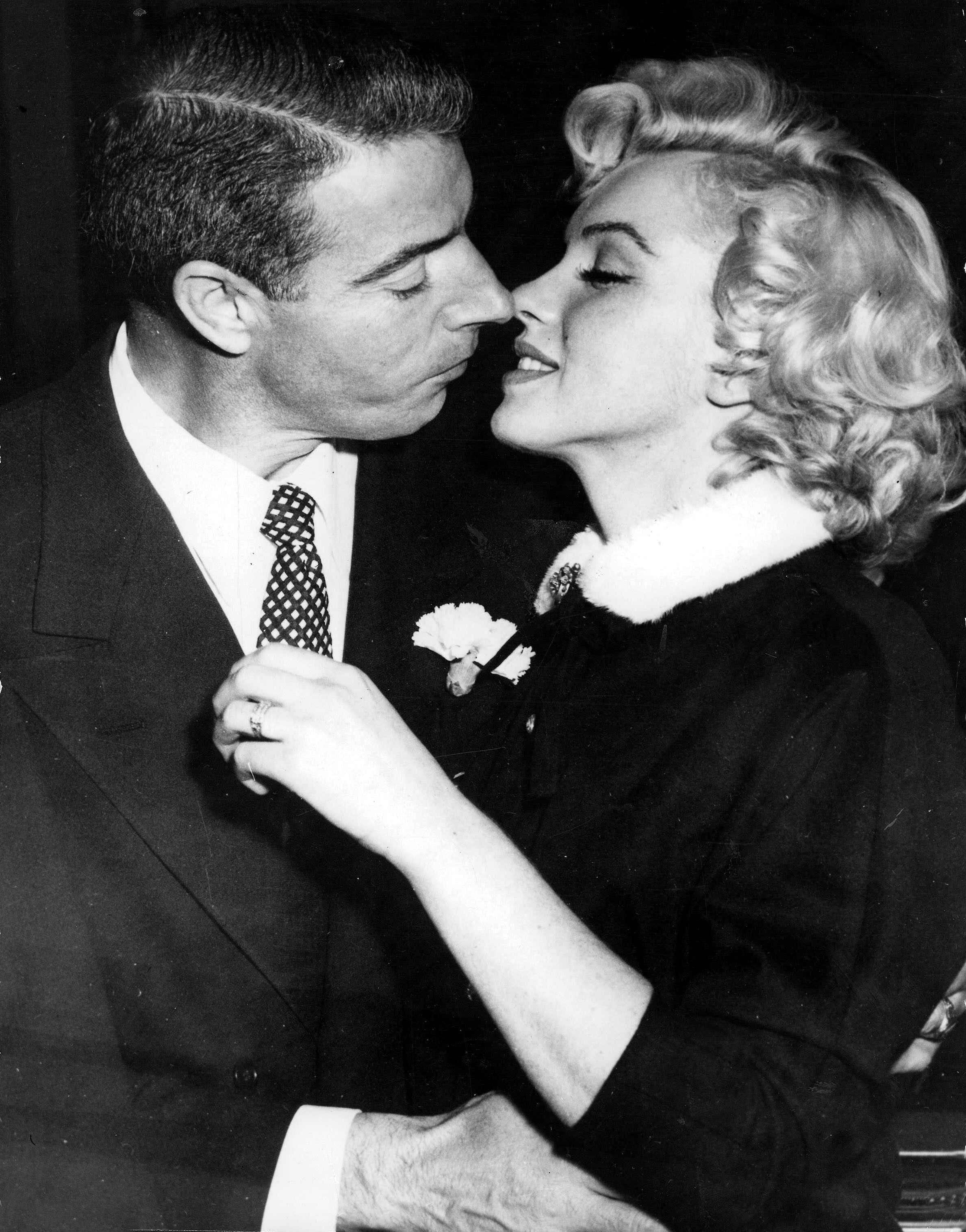
Joe DiMaggio e Monroe após se casarem na Prefeitura de São Francisco, em janeiro de 1954

No mês seguinte, foi lançado um filme que ela havia gravado antes de ser suspensa pelo estúdio, tratava-se de O Rio das Almas Perdidas, dirigido por Otto Preminger, onde dividia os holofotes com Robert Mitchum. Apesar de não ter gostado do resultado, o projeto foi bem-sucedido pelo público. O primeiro trabalho que ela fez após o retorno foi o musical O Mundo da Fantasia, onde foi forçada a estrelar por não ter gravado The Girl in Pink Tights. Entretanto, o seu desempenho foi duramente criticado, além de ser apontado por muitos como "vulgar". Em setembro de 1954, Marilyn começou a filmar a comédia O Pecado Mora ao Lado, na qual contracenou com Tom Ewell e interpretou uma mulher que se torna objeto de fantasias sexuais do seu vizinho casado. Embora o filme tenha sido produzido em Hollywood, o estúdio decidiu gerar publicidade antecipada, encenando a filmagem de uma das cenas na Avenida Lexington, em Nova Iorque. Nele, a atriz está em pé sobre uma grade de metrô com ar saindo e levantando o seu vestido. A filmagem durou várias horas e atraiu multidão ao local, incluindo fotógrafos profissionais.
Apesar do golpe publicitário ter colocado Marilyn nas páginas de jornais de todo o mundo, ele também marcou o fim de seu casamento com DiMaggio, que se irritou com a exposição e a própria cena. Os autores Spoto e Banner também afirmam que ele era fisicamente abusivo com a atriz. Quando voltou à Hollywood, ela contratou o advogado Jerry Giesler e anunciou que estava pedindo o divórcio em outubro de 1954.O Pecado Mora ao Lado foi lançado na mesma época e arrecadou mais de 4,5 milhões de dólares em bilheteria, tornando-se um dos maiores sucessos do verão. Após o fim dos eventos publicitários com o filme, Marilyn começou uma nova batalha para controlar a sua carreira, onde ela e o fotógrafo Milton Greene fundaram a sua própria produtora, Marilyn Monroe Productions (MMP), uma ação que pode ter sido o "instrumento" de colapso na relação entre ela e o seu estúdio. Marilyn e Greene afirmaram que ela não faria mais parte da Fox, já que o mesmo não cumpriu as promessas de bônus. A batalha legal durou um ano e neste período a atriz foi ridicularizada pela imprensa pela sua atitude.

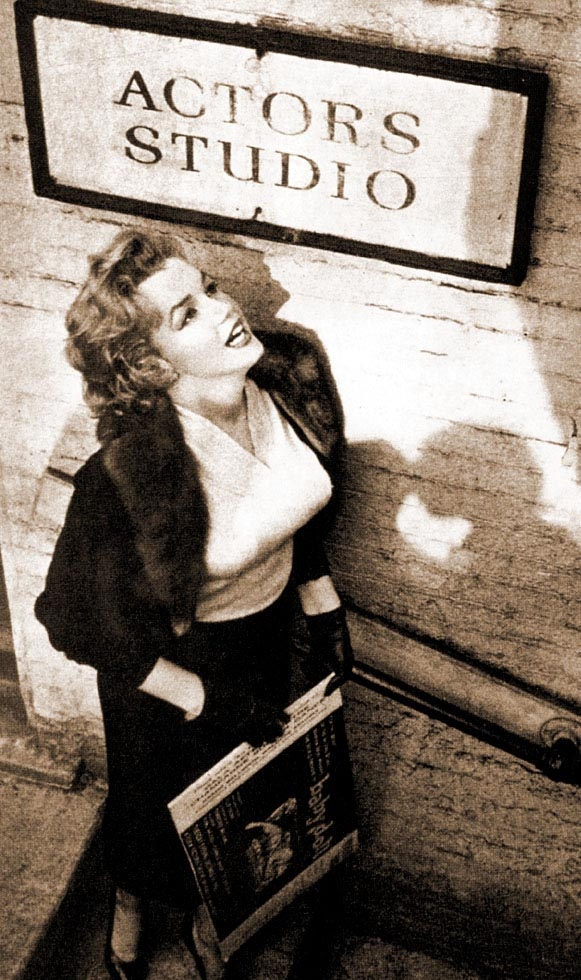
No Actors Studio a atriz se aproximou de Lee Strasberg

Ainda em 1955, Marilyn dedicou o ano para estudar arte dramática. Ela se mudou para Nova Iorque e começou a ter aulas de interpretação com Constance Collier e estudou método de atuação no Actors Studio, cujas aulas eram dirigidas por Lee Strasberg. Ela tornou-se muito próxima de Strasberg e de sua esposa Paula, recebendo ainda aulas particulares em sua casa devido à sua timidez. Logo começou a agir como se fosse membro da família. Além disso, os Strasbergs permaneceram como uma forte influência sobre ela até o fim de sua carreira. Marilyn também começou a passar por psicanálise, pois Lee acreditava que um ator deveria enfrentar os seus traumas emocionais e usá-los nas suas interpretações.
Para se manter sob atenção do público, Marilyn continuou a praticar publicidade de si mesma ao longo do ano. Na sua vida privada, manteve o seu relacionamento com DiMaggio, mesmo com o processo de divórcio correndo pelos tribunais, além de desenvolver casos com o ator Marlon Brando e o dramaturgo Arthur Miller. O envolvimento com este último tornou-se cada vez mais forte quando o seu divórcio foi finalizado e Miller se separou de sua esposa. O estúdio temia que Marilyn estivesse sujando a sua imagem e pediu que ela terminasse o seu caso com Miller, já que o mesmo estava sendo investigado pela Agência Federal de Investigação (FBI). Ela recusou terminar o relacionamento e ainda criticou os chefes do estúdio na imprensa, chamando-os de "covardes natos". No final do ano, Marilyn e a Fox chegaram a um acordo definitivo. Ela então ganhou um contrato de sete anos que exigia que fizesse quatro filmes para o estúdio, prometendo que a cada obra ela receberia mais de 100 mil dólares, teria direito de escolha sobre o conteúdo de seus próprios projetos, diretores e produtores.

### Aclamação crítica e terceiro casamento (1956–59)

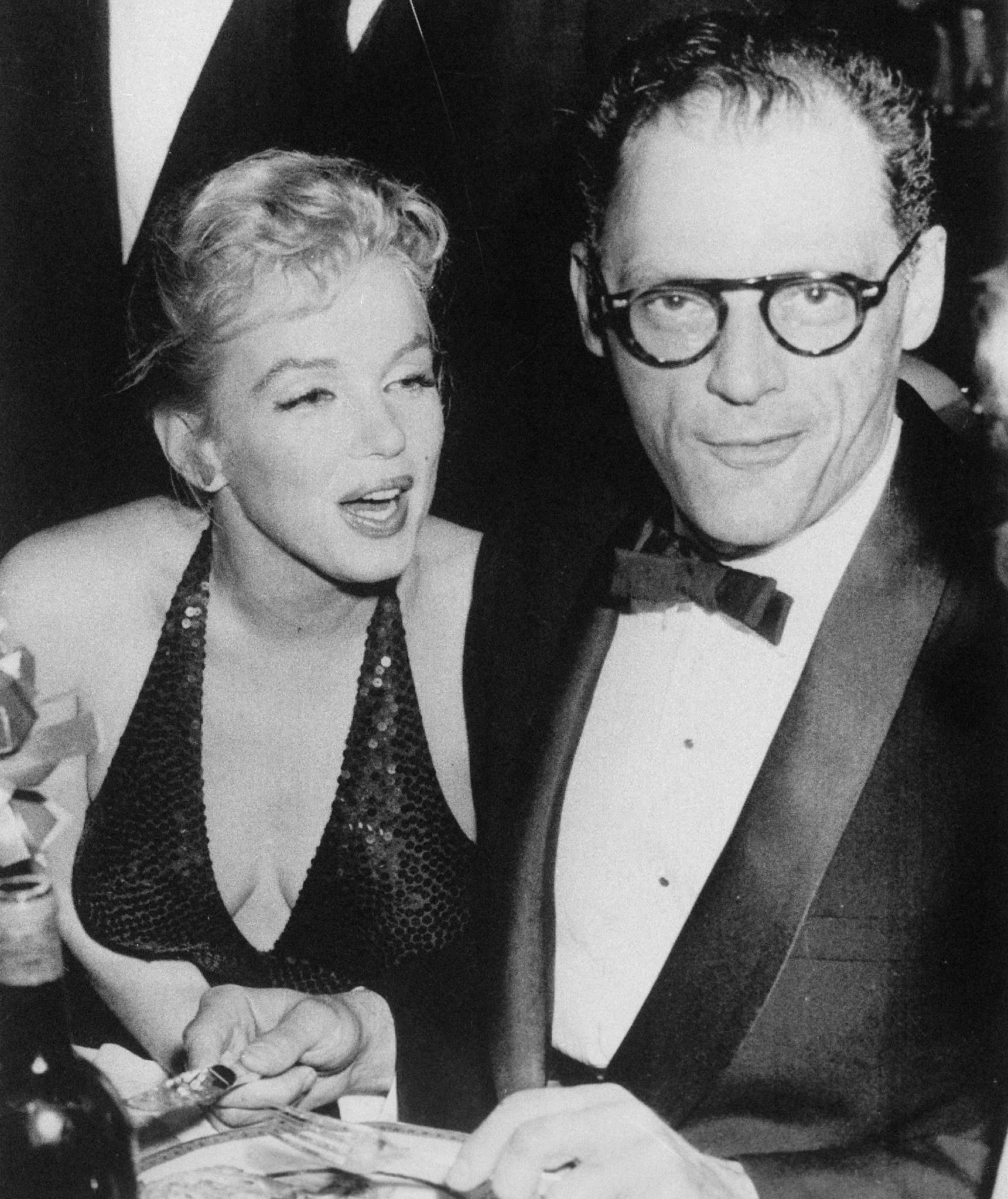
Marilyn com seu terceiro marido, Arthur Miller, união fortemente criticada pela imprensa, sendo considerada "incompatível"

Marilyn iniciou o ano de 1956 anunciando a vitória contratual sobre a 20th Century-Fox, o que levou a revista Time a chamá-la de "uma empresária astuta" numa publicação. Em março, ela muda oficialmente o seu nome para Marilyn Monroe. O seu relacionamento com Arthur Miller recebeu muitos comentários negativos da imprensa, mas a atriz manteve-se firme e acabou casando com ele em White Plains, Nova Iorque, em 29 de junho. Dois dias depois, além de oficializarem a união numa cerimônia judaica, Marilyn converteu-se  à religião, o que fez o Egito proibir a exibição de todos os seus filmes. Veículos midiáticos reagiram negativamente ao casamento e viram a união como "incompatível", dada a imagem da estrela como uma "loira burra" e a de Miller como um "intelectual".
O primeiro filme que Marilyn fez sob o seu novo contrato foi Nunca fui Santa, lançado em agosto de 1956. Ela interpretou Chérie, uma cantora de salão cujos sonhos de se tornar uma estrela são frustrados quando um cowboy ingênuo se apaixona por ela. Para o papel, ela aprendeu o sotaque Ozark, e escolheu figurinos e maquiagem que fossem diferentes do glamour de seus filmes anteriores. Joshua Logan, conhecido por dirigir peças da Broadway, concordou em realizar o filme, apesar de duvidar das suas habilidades de atuação e receoso com o comportamento difícil de lidar. As filmagens foram realizadas em Idaho e no Arizona durante a primavera e só iniciaram depois que Logan adaptou o seu roteiro de acordo com o perfeccionismo de Marilyn, além de deixar que ela executasse a produção do jeito que ela queria. Nunca fui Santa tornou-se um sucesso de bilheteria, arrecadando mais de 4,25 milhões de dólares, além de ter recebido críticas favoráveis. Bosley Crowther do The New York Times mostrou-se impressionado com o desempenho de Marilyn e proclamou num artigo: "Segurem-se na cadeira todos e preparem-se para uma surpresa chocante pois [Marilyn] Monroe finalmente revelou-se uma atriz". Graças a opiniões positivas da crítica e do público, ela conseguiu ser indicada para o Globo de Ouro de Melhor Atriz – Comédia ou Musical.
Em agosto de 1956, Marilyn começou a filmar a primeira e única produção independente pela MMP, The Prince and the Showgirl, no Pinewood Studios, na Inglaterra. A obra é baseada na peça The Sleeping Prince de Terence Rattigan que fala sobre o caso entre uma showgirl e um príncipe, durante os anos de 1910. Inicialmente, os papéis principais ficariam a cargo de Laurence Olivier e Vivien Leigh, substituída por Marilyn. A produção e direção foram completadas por Olivier, o que acabou gerando conflitos diretos com a atriz. Além disso, ele irritou-a quando declarou que "tudo o que ela tinha que fazer era ser sensual". As discussões também aconteciam por Olivier não gostar da constante presença de Paula Strasberg, professora de atuação de Marilyn, no estúdio. Em retaliação ao que ela considerava um comportamento "condescendente" de Olivier, a atriz começou a chegar tarde às gravações e tornou-se pouco produtiva. Na mesma época, o seu uso de drogas aumentou e, de acordo com historiadores, ela engravidou e sofreu um aborto. Apesar das dificuldades, o filme foi concluído e lançado em junho de 1957, sendo bem recebido pela Europa, mas tornou-se impopular tanto pelo público como pela imprensa norte-americana. Com a obra, ela recebeu uma indicação ao prêmio italiano David di Donatello.

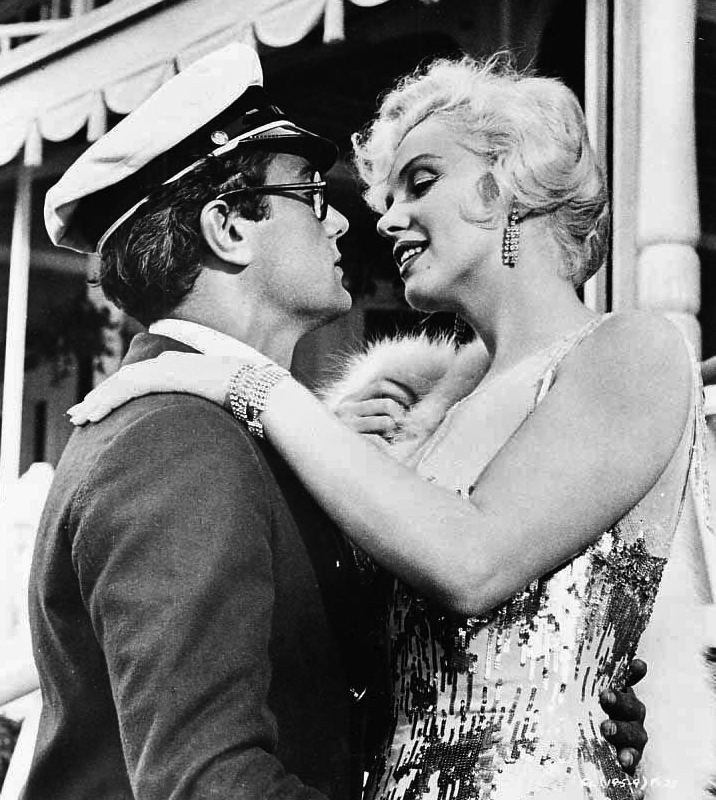
Marilyn com Tony Curtis em Quanto Mais Quente Melhor (1959), pelo qual recebeu um Globo de Ouro

Depois de voltar da Inglaterra, Marilyn resolveu fazer uma pausa nos seus trabalhos durante 18 meses para se concentrar na vida de casada. Além disso, durante o verão de 1957, voltou a ficar grávida; porém, por ser uma gravidez ectópica, teve que ser realizado um aborto. Um ano depois, ela sofreu outro aborto espontâneo. Seus problemas ginecológicos foram, em grande parte, causados pela endometriose, uma doença que ela sofreu ao longo da vida adulta. Durante a pausa, ela também comprou a parte de Milton Greene na MMP, já que eles não conseguiam resolver as suas divergências.
Em julho de 1958, Marilyn voltou a Hollywood para atuar ao lado de Jack Lemmon e Tony Curtis na comédia de Billy Wilder, nomeada Quanto Mais Quente Melhor. Embora ela tenha considerado o papel muito semelhante ao estereotipo de "loira burra", ela aceitou devido ao incentivo de Miller e a oferta de receber 10% dos lucros do filme, além de seu salário padrão. Entretanto, muitas dificuldades foram encontradas até seu término; a atriz exigia que as suas cenas fossem regravadas diversas vezes, não se lembrava das falas e os gestos que deveria fazer. Numa entrevista que tornou-se famosa, Curtis afirma que gravou tantas vezes a mesma cena que beijá-la foi como "beijar o Hitler". Muitos dos problemas eram resultados de conflitos com Wilder que também tinha a reputação de ser difícil. A insegurança de Marilyn fez com que o seu medo do palco piorasse, chegando a pedir que Wilder alterasse várias de suas cenas.
Depois de pronto, o resultado da interpretação de Marilyn agradou a Wilder, que afirmou: "Qualquer um pode lembrar as falas [de algo], mas é preciso ser um verdadeiro artista para vir a palco sem lembrar nada e ainda ter o desempenho que ela teve". Apesar das dificuldades na produção, Quanto Mais Quente Melhor foi lançado em março de 1959 e tornou-se um sucesso entre o público e a crítica. A atuação de Marilyn rendeu-lhe o Globo de Ouro de Melhor Atriz, com a Variety afirmando que ela era "uma comediante que combinava seu apelo sexual e que, simplesmente, não poderia ser batida". Além disso, o filme foi eleito um dos melhores já feitos, de acordo com o American Film Institute (AFI) e o British Film Institute (BFI).

### Últimos filmes e dificuldades (1960–62)

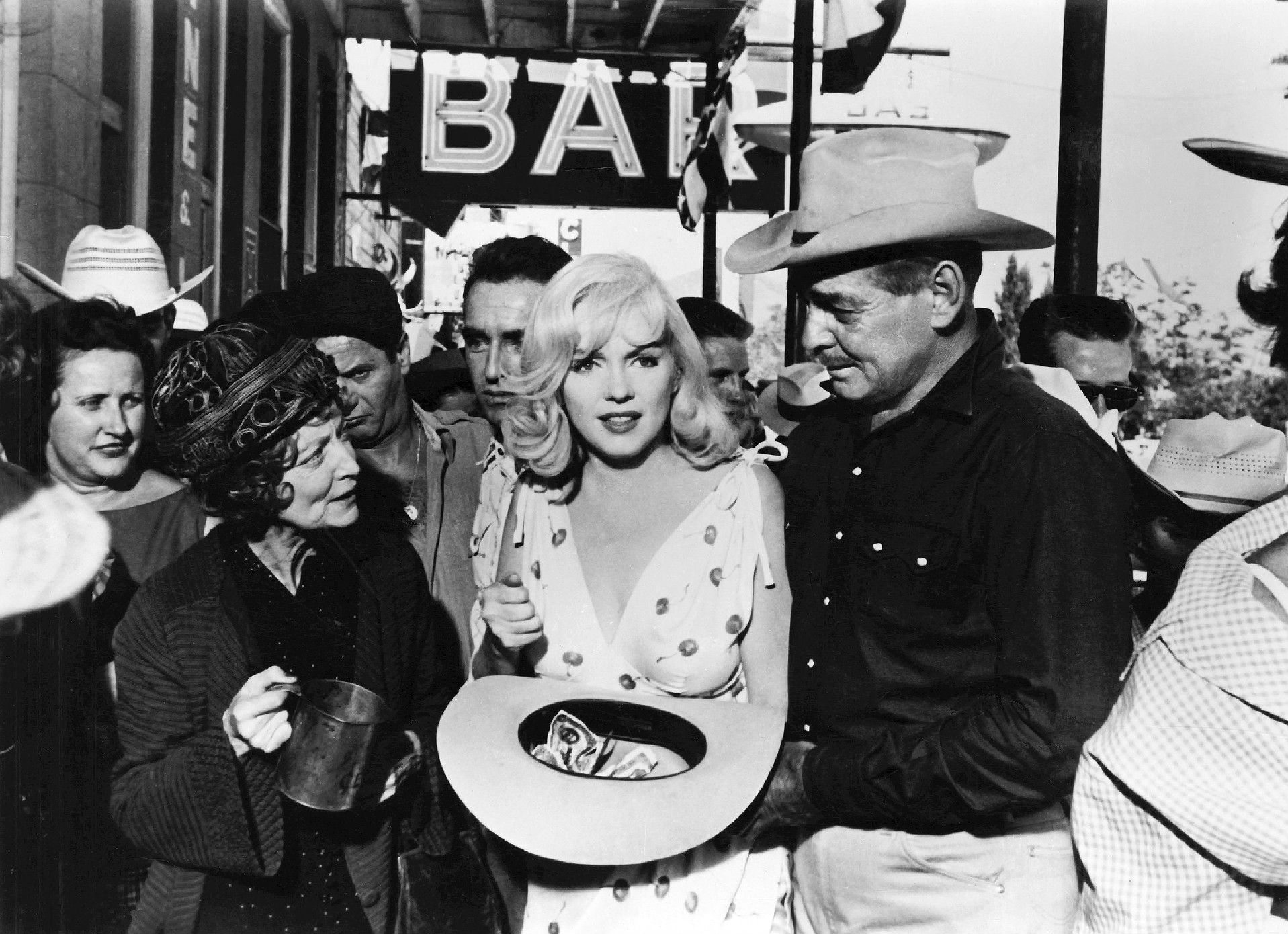
Monroe com Clark Gable e Montgomery Clift em Os Desajustados (1960). Foi a última produção de Monroe e Gable

Após uma pausa até final de 1959, ela voltou a estrelar na comédia musical Adorável Pecadora que fala sobre uma atriz e um milionário que se apaixonam quando se apresentam numa peça satírica. Ela escolheu George Cukor para contracenar, mas Miller decidiu reescrever todo o roteiro pois havia considerado o resultado final um tanto "fraco". Além disso, a atriz só aceitou fazer parte do elenco porque tinha que continuar o contrato com a Fox, já que tinha feito apenas um filme dos quatro prometidos. Durante o desenvolvimento da obra, a sua produção chegou a ser adiada diversas vezes por ausências frequentes de Marilyn. Naquela época, ela também teve um caso com Yves Montand, seu par na produção, cujo envolvimento foi amplamente divulgado pela imprensa e usado na campanha publicitária do filme. Após o seu lançamento, em setembro de 1960, Adorável Pecadora não foi recebido favoravelmente pelo público, tampouco pela crítica. Bosley Crowther do The New York Times notou que a atriz parecia "um pouco desarrumada" e que "faltava... o seu antigo dinamismo", enquanto Hedda Hopper do Chicago Tribune o descrevia como "o filme mais vulgar que ela já fez". Logo em seguida, o escritor Truman Capote estava planejando colocá-la para interpretar Holly Golightly numa adaptação cinematográfica de Breakfast at Tiffany's, mas o papel acabou indo para Audrey Hepburn, já que os produtores temiam que Marilyn complicasse a produção.
O último filme concluído por Marilyn foi a produção de John Huston, Os Desajustados, projeto que Miller tinha escrito para fornecer a Marilyn um papel dramático. Ela interpretou uma mulher recentemente divorciada que se tornava amiga de três cowboys idosos, interpretados por Clark Gable, Eli Wallach e Montgomery Clift. As filmagens foram realizadas no deserto de Nevada, entre julho e novembro de 1960 e, como de costume, tiveram complicações. Naquela época, o casamento de quatro anos entre Marilyn e Miller havia acabado definitivamente, com ele iniciando um novo relacionamento logo de seguida. Além disso, Marilyn não gostava da ideia dele ter baseado o seu papel em partes da sua própria vida e achou que a sua parte no elenco era bastante inferior aos papéis masculinos. Ela também lutava contra o hábito que Miller tinha em reescrever cenas durante a noite antes das filmagens. A saúde de Marilyn também complicava o desenvolvimento da trama. Ela sentia dores causadas por pedras na vesícula e a sua dependência de drogas era tão grave que a maquiagem geralmente tinha que ser aplicada enquanto ela ainda estava sob o efeito de barbitúricos. Os Desajustados só foi lançado em fevereiro de 1961, tornando-se um fracasso de bilheteria. Os comentários também estavam divididos, Bosley Crowther chamou de "completamente em branco e insondável" a interpretação de Monroe. Apesar das críticas que recebeu na época de seu lançamento, o British Film Institute (BFI) o nomeou um "clássico" em 2015.

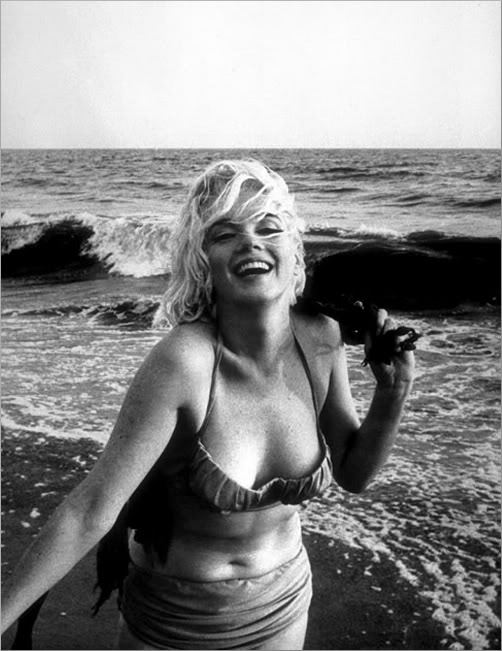
Marilyn em uma de suas últimas sessões para a revista Cosmopolitan, em julho de 1962

O próximo trabalho de Marilyn seria estrelar na adaptação televisiva do conto Rain, escrito por W. Somerset Maugham, para a NBC; porém o projeto não deu certo, pois o canal recusava-se a contratá-la, mesmo à pedido do diretor Lee Strasberg. Ao invés de trabalhar, ela passou grande parte do seu ano preocupada com problemas de saúde, sendo submetida a cirurgias para sua endometriose e a uma colecistectomia, além de passar quatro semanas sob os cuidados hospitalares, incluindo um breve período em que passou num hospital psiquiátrico para cuidar de depressão. Durante este tempo, recebeu a ajuda de seu ex-marido Joe DiMaggio – com quem ela não tinha contato desde a finalização de seu divórcio em 1955, reatando a amizade entre eles. Na primavera de 1961, Marilyn voltou para Los Angeles definitivamente depois de seis anos em Nova Iorque, quando começou um relacionamento com Frank Sinatra.
Marilyn voltou aos olhos do público em 1962 quando recebeu um prêmio especial pela sua contribuição na indústria do cinema no Globo de Ouro e começou um novo filme para a 20th Century-Fox no final de abril, Something's Got to Give, uma regravação de My Favorite Wife (1940). O filme foi programado para ser produzido através da MMP, sendo que a atriz iria contracenar com Dean Martin e Cyd Charisse. Ela esteve ausente durante as duas primeiras semanas de filmagens devido a uma gripe; biógrafos também atribuem a sua ausência à sinusite ou à sua dependência de drogas. Em 19 de maio, fez uma pausa nas gravações para cantar "Happy Birthday" no palco da Madison Square Garden durante uma festa de aniversário para o então presidente dos Estados Unidos John F. Kennedy. Ela chamou atenção do público devido ao seu vestido bege, colado ao corpo e coberto por falsos brilhantes. Historiadores concordam que ela teve um caso com Kennedy em algum momento dos seus últimos dois anos de vida, embora discordem de sua duração e importância.
Quando voltou às gravações, Marilyn filmou uma cena em que nadava nua numa piscina. Para gerar publicidade antecipada, a imprensa foi convidada a tirar fotografias da gravação que foram publicadas mais tarde; esta havia sido a primeira vez em que uma grande estrela posava nua no auge de sua carreira. Depois de Monroe se ausentar novamente por vários dias de filmagens, o estúdio voltou a demiti-la em 7 de junho, processando-a por quebra de contrato, exigindo mais de 750 mil dólares em danos. Seu papel foi então entregue a Lee Remick, mas depois de Martin se ter recusado a fazer o filme com qualquer outra atriz, a Fox processou-o e decidiu cancelar a produção. O estúdio culpou publicamente a toxicodependência de Marilyn e a sua suposta falta de profissionalismo, além de alegar que ela estava mentalmente perturbada.  Para contrapor as afirmações, Marilyn envolveu-se em vários empreendimentos de publicidade, incluindo entrevistas à Life e à Cosmopolitan, bem como a sua primeira sessão de fotos para a Vogue. Para esta última, Marilyn e o fotógrafo Bert Stern colaboraram em duas sessões fotográficas, uma delas no editorial de moda padrão e a outra em fotos nua que foram publicadas postumamente com o título de The Last Sitting. Em suas últimas semanas de vida, Marilyn começou a negociar com a Fox para voltar a filmar Something's Got to Give, além de fazer planos para estrelar What a Way to Go! (1964) e um filme biográfico sobre Jean Harlow.

## Morte

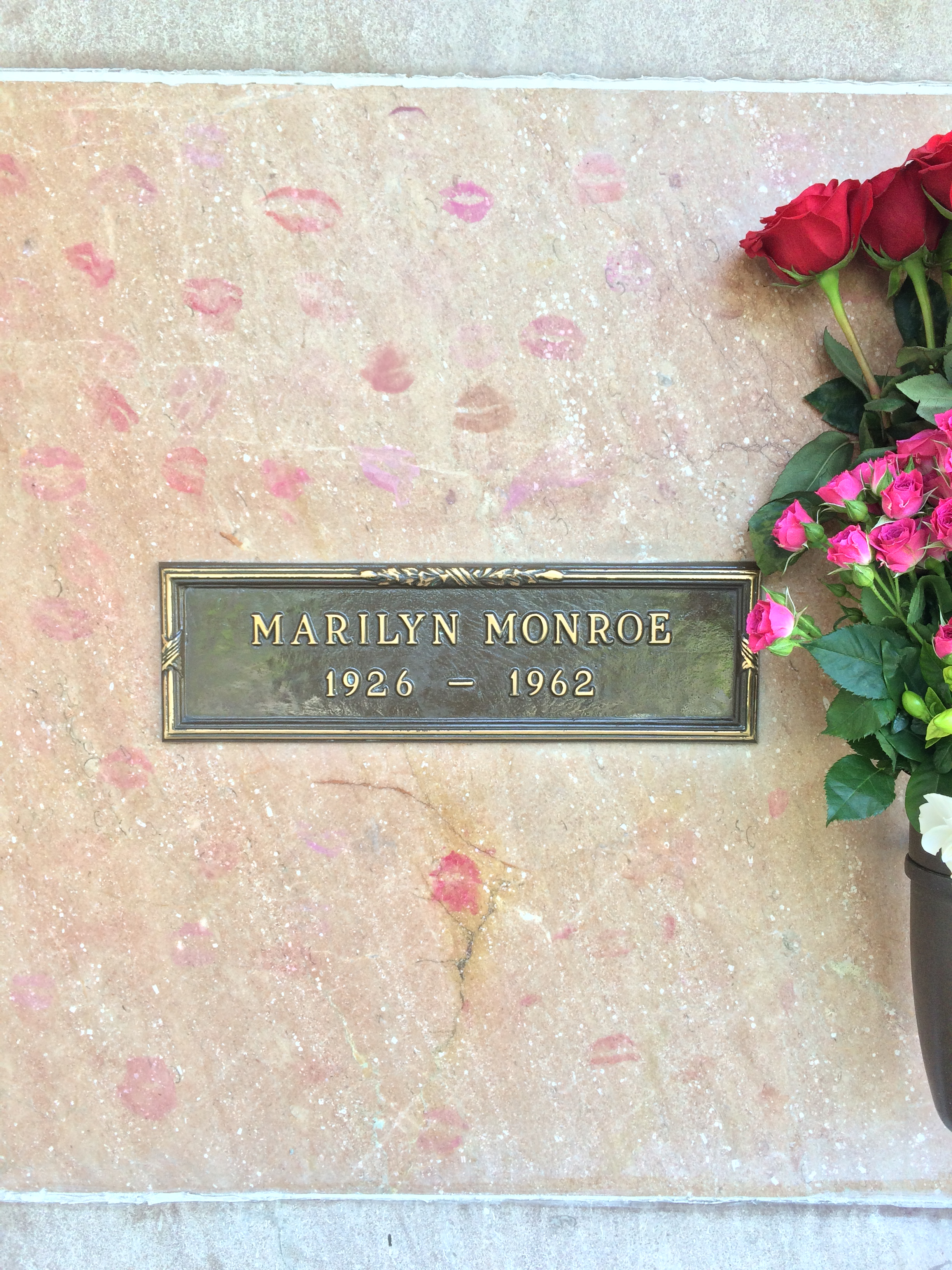
Fotografia da cripta onde Marilyn foi enterrada, no Westwood Village Memorial Park Cemetery

Marilyn foi encontrada morta no quarto de sua casa em Los Angeles pelo seu psiquiatra Ralph Greenson nas primeiras horas da manhã de 5 de agosto de 1962. Greenson havia sido chamado pela empregada Eunice Murray que estava dormindo no emprego e acordou às 03h00 "sentindo que algo estava errado". Murray tinha visto a luz debaixo da porta do quarto de Marilyn, mas ela não obteve resposta quando a chamou e encontrou a porta trancada. A morte foi confirmada oficialmente pelo médico Hyman Engelberg, que chegou na casa por volta das 03h50, notificando somente às 04h25 o Departamento de Polícia de Los Angeles.
O Departamento de Examinação Médica acompanhou a investigação da sua morte por peritos da Prevenção de Suicídio de Los Angeles. Foi estimado que Marilyn havia morrido entre as 20h30 e 22h30, sendo que a análise toxicológica concluiu que a causa da sua morte foi intoxicação por barbitúricos, já que ela tinha 8 mg de hidrato de cloral e 4,5 mg de pentobarbital no sangue, com outros 13 mg de pentobarbital no fígado. Frascos vazios contendo estes medicamentos foram encontrados ao lado da cama. A possibilidade de Marilyn ter tido uma overdose acidental foi descartada, pois as dosagens encontradas no seu corpo estavam várias vezes acima do limite letal. Os médicos e psiquiatras que conviveram com ela afirmam que a atriz era propensa a "medos graves e depressões frequentes" com mudanças de humor "abruptas e imprevisíveis", além de ter sofrido overdose diversas vezes no passado, possivelmente intencionalmente. Devido a isso e à falta de qualquer indício de crime, a sua morte foi classificada como um provável suicídio.
A morte inesperada de Marilyn foi notícia de primeira página nos Estados Unidos e na Europa. De acordo com a autora Lois Banner, "dizem que a taxa de suicídio em Los Angeles dobrou após a confirmação de sua morte, bem como a circulação da maioria dos jornais naquele mês", enquanto o Chicago Tribune informava que haviam recebido centenas de telefonemas de membros da informação pública falando sobre a sua morte. O escritor francês Jean Cocteau comentou que o falecimento da atriz "deveria servir como uma terrível lição a todos aqueles cuja ocupação é composta por espionar e atormentar [a vida das] estrelas de cinema". Laurence Olivier, com quem contracenou em The Prince and the Showgirl (1958), a considerou como a "maior vítima do sensacionalismo"; enquanto o diretor Joshua Logan – que trabalhou com ela em Bus Stop — afirmava que "ela foi uma das pessoas menos valorizadas do mundo". Seu funeral foi realizado em Westwood Village Memorial Park Cemetery em 8 de agosto de 1962,  fechado ao público para o comparecimento apenas de amigos próximos. O velório foi organizado por Joe DiMaggio e sua gerente de negócios Inez Melson. No mesmo dia, centenas de espectadores lotaram as ruas ao redor do cemitério. Marilyn foi enterrada na cripta número vinte e quatro no Corredor de Memórias.
Várias teorias conspiratórias sobre a morte de Marilyn foram apresentadas nas décadas seguintes, incluindo assassinato e overdose acidental. As especulações de homicídio ganharam a atenção da mídia com a publicação de Marilyn: A Biography (1973), escrito por Norman Mailer, o que impulsionou a justiça de Los Angeles a realizar uma "investigação liminar" em 1982. No entanto, nenhuma evidência de crime realizado por alguém foi encontrada. Mesmo após as investigações, uma das mais conhecidas teorias apareceu, onde coloca Robert F. Kennedy como o autor do crime, o mesmo teria ordenado que ela fosse morta para que não relevasse os seus segredos e os de seu irmão, John F. Kennedy. De acordo com os autores que espalharam a teoria com o lançamento do livro The Murder of Marilyn Monroe: Case Closed (2014), a sua morte teria sido causada por uma injeção letal inserida no coração, tendo a participação de seu psiquiatra e do então cunhado dos Kennedy, o ator Peter Lawford. Em agosto de 2018, o governo dos Estados Unidos divulgou documentos oficiais que estiveram secretos durante mais de cinquenta anos, os quais afirmam que a artista teria abortado um filho, fruto de seu relacionamento secreto com Robert F. Kennedy.

## Filmografia

### Cinema
| Ano  | Título original                        | Papel                | Ref.    |
| ---- | -------------------------------------- | -------------------- | ------- |
| 1947 | Dangerous Years                        | Evie                 | [ 251 ] |
| 1948 | Scudda Hoo! Scudda Hay!                | Betty                | [ 252 ] |
| 1948 | Ladies of the Chorus                   | Peggy Martin         | [ 253 ] |
| 1949 | Love Happy                             | Cliente              | [ 254 ] |
| 1950 | A Ticket to Tomahawk                   | Clara                | [ 255 ] |
| 1950 | The Asphalt Jungle                     | Angela Phinlay       | [ 256 ] |
| 1950 | All About Eve                          | Claudia Caswell      | [ 257 ] |
| 1950 | The Fireball                           | Polly                | [ 258 ] |
| 1950 | Right Cross                            | Dusky Le Doux        | [ 259 ] |
| 1951 | Home Town Story                        | Iris Martin          | [ 260 ] |
| 1951 | As Young As You Feel                   | Hariett              | [ 261 ] |
| 1951 | Love Nest                              | Roberta Stevens      | [ 262 ] |
| 1951 | Let's Make It Legal                    | Joyce Mannering      | [ 263 ] |
| 1952 | Clash by Night                         | Peggy                | [ 264 ] |
| 1952 | We're Not Married!                     | Anabel Norris        | [ 265 ] |
| 1952 | Don't Bother to Knock                  | Nell Forbes          | [ 266 ] |
| 1952 | Monkey Business                        | Lois Laurel          | [ 267 ] |
| 1952 | O. Henry's Full House                  | Pedestre             | [ 268 ] |
| 1953 | Niagara                                | Rose Loomis          | [ 269 ] |
| 1953 | Gentlemen Prefer Blondes               | Lorelei Lee          | [ 270 ] |
| 1953 | How to Marry a Millionaire             | Pola Debevoise       | [ 271 ] |
| 1954 | River of No Return                     | Kay Weston           | [ 272 ] |
| 1954 | There's No Business Like Show Business | Victoria Hoffman     | [ 273 ] |
| 1955 | The Seven Year Itch                    | A Garota             | [ 274 ] |
| 1956 | Bus Stop                               | Chérie               | [ 275 ] |
| 1957 | The Prince and the Showgirl            | Elsie Marina         | [ 276 ] |
| 1959 | Some Like It Hot                       | Sugar Cane Kowalczyk | [ 277 ] |
| 1960 | Let's Make Love                        | Amanda Dell          | [ 278 ] |
| 1961 | The Misfits                            | Roslyn Taber         | [ 279 ] |
| 1962 | Something's Got to Give                | Ellen Wagstaff Arden | [ 281 ] |

### Televisão
| Ano  | Título                              | Papel     | Ref.    |
| ---- | ----------------------------------- | --------- | ------- |
| 1953 | The Jack Benny Program              | Ela mesma | [ 282 ] |
| 1954 | The Bob Hope Show                   | Ela mesma | [ 283 ] |
| 1955 | Person to Person                    | Ela mesma | [ 284 ] |
| 1962 | President Kennedy's Birthday Salute | Ela mesma | [ 285 ] |

## Prêmios e indicações
| Ano  | Prêmio              | Filme                                                 | Categoria                                | Resultado     | Ref.    |
| ---- | ------------------- | ----------------------------------------------------- | ---------------------------------------- | ------------- | ------- |
| 1951 | Prêmio Henrietta    | –                                                     | Melhor Jovem Personalidade do Cinema     | Venceu        | [ 286 ] |
| 1952 | Prêmio Photoplay    | –                                                     | Estrela de Ascensão Mais Rápida de 1952  | Venceu        | [ 287 ] |
| 1952 | Prêmio Look         | –                                                     | Artista Feminina Mais Promissora de 1952 | Venceu        | [ 288 ] |
| 1953 | Prêmio Henrietta    | –                                                     | Favoritos do Cinema Mundial - Atriz      | Venceu        | [ 289 ] |
| 1953 | Prêmio Photoplay    | –                                                     | Estrela Feminina Mais Popular            | Venceu        | [ 290 ] |
| 1954 | Prêmio Photoplay    | Gentlemen Prefer Blondes e How to Marry a Millionaire | Melhor Atriz                             | Venceu        | [ 291 ] |
| 1956 | BAFTA               | The Seven Year Itch                                   | Melhor Atriz Estrangeira                 | Indicado      | [ 292 ] |
| 1956 | Globo de Ouro       | Bus Stop                                              | Melhor Atriz em Comédia ou Musical       | Indicado      | [ 289 ] |
| 1958 | BAFTA               | The Prince and the Showgirl                           | Melhor Atriz Estrangeira                 | Indicado      | [ 293 ] |
| 1958 | Prêmio David        | The Prince and the Showgirl                           | Melhor Atriz Estrangeira                 | Venceu        | [ 294 ] |
| 1959 | Prêmio Crystal Star | The Prince and the Showgirl                           | Melhor Atriz Estrangeira                 | Venceu        | [ 295 ] |
| 1959 | Prêmio Laurel       | The Prince and the Showgirl                           | Melhor Atuação Feminina em Comédia       | Quarto lugar  | [ 295 ] |
| 1960 | Globo de Ouro       | Some Like It Hot                                      | Melhor Atriz em Comédia ou Musical       | Venceu        | [ 289 ] |
| 1960 | Prêmio Laurel       | Some Like It Hot                                      | Melhor Atuação Feminina em Comédia       | Segundo lugar | [ 296 ] |
| 1962 | Prêmio Henrietta    | –                                                     | Favoritos do Cinema Mundial - Atriz      | Venceu        | [ 289 ] |

## Representação na cultura popular

### Imagem pública

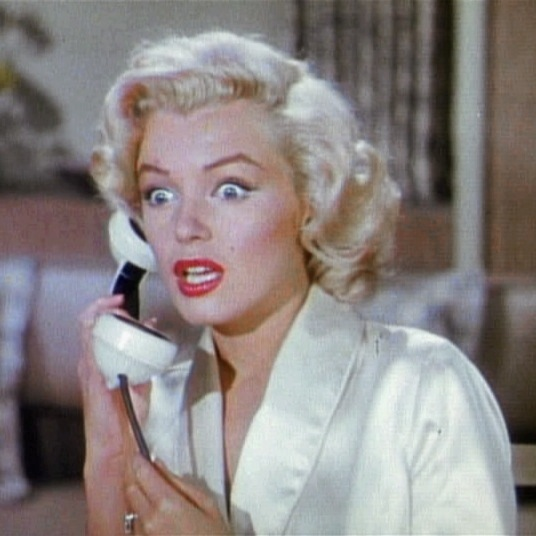
Marilyn em Os Homens Preferem as Loiras (1953), um dos filmes que a retratam como uma "loira burra", ingênua e sexualmente atraente

A imagem pública de Monroe compõe uma parte importante de seu legado. O The New York Times afirmou que "sua fama fora maior do que suas contribuições como atriz". Ao começar a desenvolver a imagem de Marilyn, o estúdio 20th Century-Fox queria que ela pudesse substituir Betty Grable, a atriz loira mais popular da década de 1940, já que a mesma estava envelhecendo. Enquanto os anos de 1940 haviam sido o auge das atrizes "resistentes e espertas", tais como Katharine Hepburn e Barbara Stanwyck, que rendiam audiência aos filmes, o estúdio queria que Marilyn fosse uma estrela da nova década, alguém que chamasse o público masculino para as salas de cinema. Ela desempenhou um papel significativo na criação da sua imagem pública, desde o início até ao fim da carreira. Marilyn também foi responsável por muitas de suas estratégias publicitárias, amizades cultivadas com colunistas sociais e o uso correto de sua imagem. Além de Grable, ela foi muitas vezes comparada a outra atriz loira, estrela do cinema nos anos de 1930, Jean Harlow. A comparação foi parcialmente motivada pela própria Marilyn que nomeou Harlow como o seu "ídolo de infância", queria interpretá-la nos cinemas e chegou a contratar a cabeleireira de Harlow para pintar o seu cabelo. A atriz também diz ter sido influenciada por Mae West, afirmando: "Eu aprendi alguns truques com ela – essa impressão de rir ou estar zombando de sua própria sexualidade".
A imagem pública de Marilyn foi normalmente centrada em seus cabelos loiros e os estereótipos associados a eles, como "burrice", disponibilidade sexual e artificialidade. Tendo iniciado sua carreira como uma modelo pin-up, esse estilo passou também para os filmes em que atuava, o que facilitou o modo como o público a notava. O autor Richard Dyer observou que a atriz foi muitas vezes posicionada de modo em que sua silhueta estivesse em destaque e em muitas de suas fotos publicitárias ela foi colocada como uma garota pin-up. Seu distinto modo de andar balançando os quadris também chamava atenção para o seu corpo. As escolhas de roupas que Marilyn fazia desempenharam um papel importante na sua imagem de estrela. Ela, muitas vezes, usava roupas brancas para enfatizar os seus cabelos loiros, além de chamar atenção por onde passava com as roupas reveladoras. Os seus golpes de publicidade muitas vezes giravam em torno da sua roupa expondo grande parte de seu corpo; um exemplo em especial aconteceu quando a alça de um de seus vestidos se rompeu durante uma conferência de imprensa, em 1956.
Para enfatizar sua "inocência" e "burrice", Marilyn usava frequentemente uma voz sussurrada e infantil em seus filmes, além de desenvolver conversas de duplo sentido durante entrevistas, a qual foi conhecida como "Monroeismo". Ela foi retratada como a personificação do "sonho americano", como uma garota que havia saído de sua infância miserável para o estrelato de Hollywood. Histórias de sua infância passada em famílias adotivas e orfanatos foram exageradas e parcialmente inventadas em suas biografias para atrair o público. De acordo com o roteirista Thomas Harris, as suas raízes de classe operária e a falta de uma família sólida também a faziam ser destacada como uma "companheira ideal", ao contrário de Grace Kelly, que também foi comercializada como uma loira atraente, mas devido à suas raízes de classe alta, passou a ser vista como uma atriz sofisticada e inatingível para a maioria dos espectadores do sexo masculino.

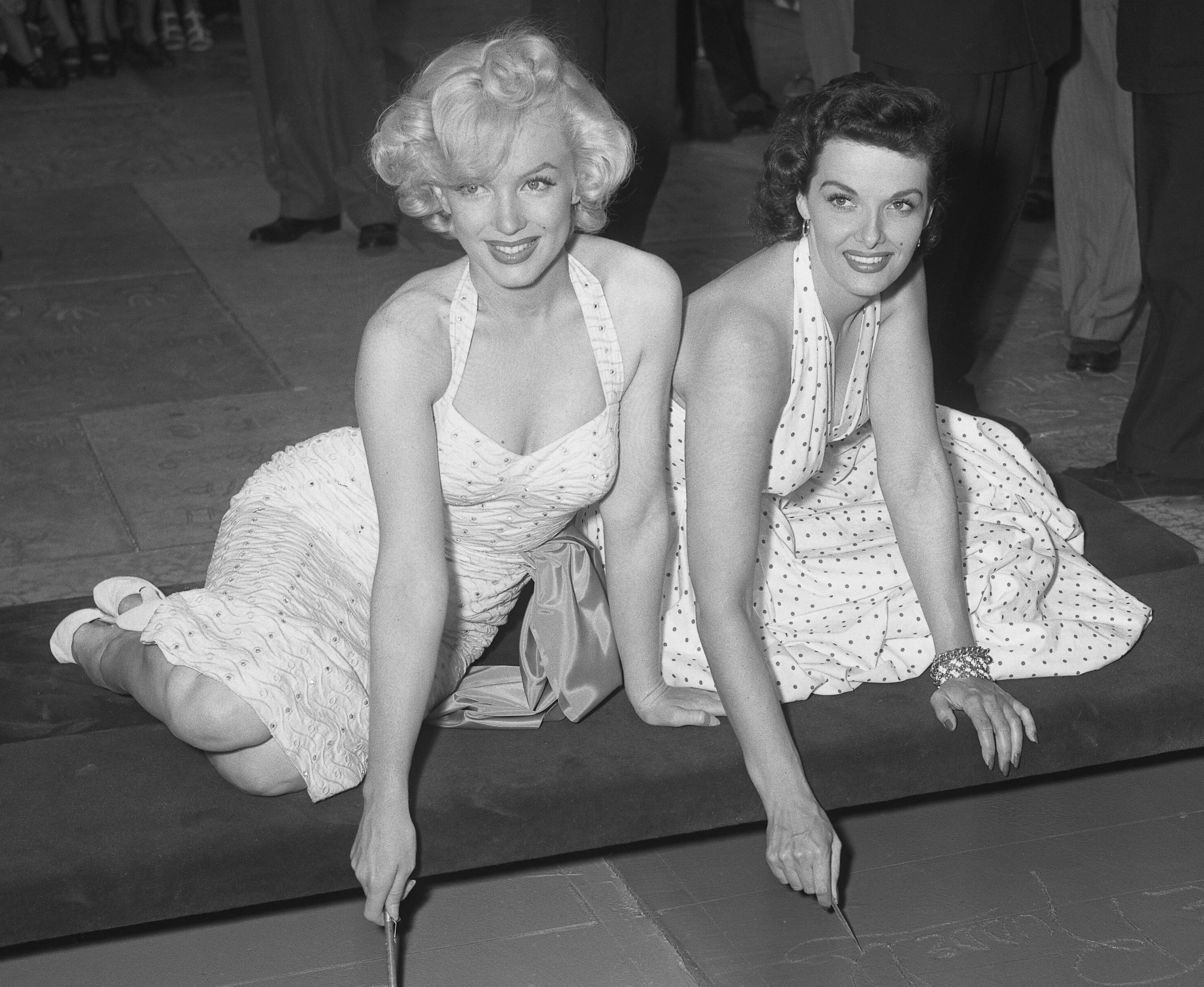
Marilyn com Jane Russell eternizando suas impressões no Grauman's Chinese Theatre, em 1953

De acordo com Dyer, Marilyn tornou-se, praticamente, "um nome familiar para se referir ao sexo" e "sua imagem foi o fluxo de ideias sobre moralidade e sexualidade que caracterizavam os anos 1950s na América", sendo usadas em assuntos sobre o sexo em Estudos de Kinsey (1953) e no livro The Feminine Mystique (1963), escrito por Betty Friedan. Segundo ele, a imagem da estrela foi criada principalmente para a visão masculina, onde seus trabalhos no cinema geralmente eram referidos como "a garota", definindo-a exclusivamente por seu gênero. Além disso, seus papéis eram quase sempre de coristas, secretárias ou modelos; profissões em que "a mulher está em destaque para o prazer dos homens". Dyer também vê Marilyn como o primeiro símbolo sexual a combinar naturalidade e sexualidade, diferente das mulheres fatais dos anos de 1940. A autora Molly Haskell escreveu que "[Marilyn] era a ficção dos anos cinquenta, a mentira de que uma mulher não tinha necessidades sexuais e que ela estava lá apenas para atender ou melhorar as necessidades de um homem". Ela também afirma que até sua morte a atriz era menos popular entre as mulheres do que os homens, já que eles "não poderiam se identificar com ela e não apoiá-la".
A importância de seus cabelos loiros na sua imagem pública também foi analisada por historiadores de cinema. Dyer argumentou que o cabelo loiro platinado tornou-se uma característica definitiva de Marilyn porque isso fazia dela "racialmente ambígua" e exclusivamente branca e que poderia ser vista como uma figura emblemática do racismo na cultura popular do século XX. Lois Banner concorda que pode não ser uma coincidência que Marilyn tenha lançado a tendência dos cabelos platinados justamente na época em que o Movimento dos Direitos Civis dos Negros estavam ganhando força. Entretanto, Banner nota que Marilyn às vezes desafiava normas raciais em suas fotografias de publicidade, especialmente numa imagem em que ela está diretamente olhando e cantando com roupas reveladoras ao lado do artista afro-americano Phil Moore.
Além de ser um símbolo sexual, Marilyn foi apontada como uma estrela especificamente americana, "se tornando parte da cultura dos Estados Unidos, ao lado de cachorro-quente, torta de maçã e beisebol", de acordo com a revista Photoplay. A historiadora Fiona Handyside escreve que o público feminino francês da atriz se identificaram com a sua cor branca e seus cabelos loiros e assim Marilyn passou a simbolizar uma "mulher moderna" para elas. A autora Laura Mulvey escreveu que a estrela serviu para "resumir em uma única imagem a complexa interface da economia, política e erotismo da América para a Europa, que estava empobrecida após o final da Segunda Guerra Mundial". Para lucrar com sua popularidade, diversos estúdios tentaram lançar atrizes parecidas com ela, incluindo Jayne Mansfield, Mamie Van Doren e Kim Novak.

### Legado

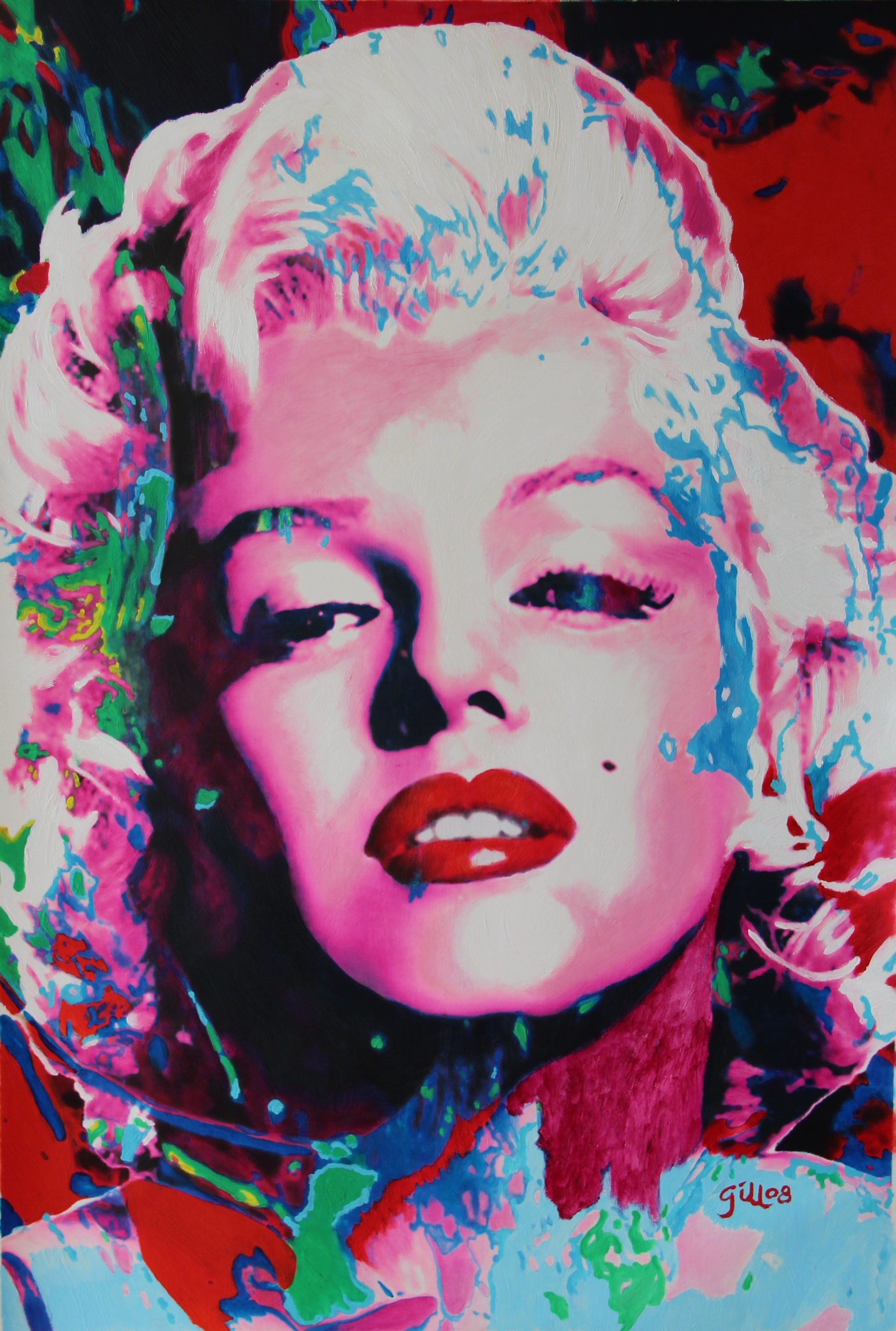
Pintura Pink Marilyn (2008) de James Gill

De acordo com o livro The Guide to United States Popular Culture, "como um ícone da cultura popular americana, [são] poucos os rivais de Marilyn Monroe em popularidade, incluindo Elvis Presley e Mickey Mouse [...] nenhuma outra estrela já inspirou uma vasta gama de emoções — da luxúria à piedade, da inveja ao remorso". O American Film Institute (AFI) nomeou-a como a sexta maior lenda da história do cinema dos Estados Unidos, enquanto o Smithsonian Institution a incluiu na lista dos norte-americanos mais significantes de todos os tempos. Além disso, a revista Variety e o canal VH1 consideram-na um dos maiores ícones da cultura popular do século XX. Centenas de livros foram escritos sobre Monroe; além de ter sido o tema principal de filmes, peças de teatro, óperas e canções, ela também é creditada como a maior influência de diversos artistas, incluindo Andy Warhol e Madonna. Marilyn também continua sendo uma marca valiosa; a sua imagem e nome foram licenciados para centenas de produtos, e tem sido destaque em publicidades para corporações multinacionais, como a Max Factor, Chanel, Mercedes-Benz e Absolut Vodka.
A popularidade duradoura de Marilyn está ligada à sua imagem pública em conflito. Por um lado continua sendo considerada um símbolo sexual, ícone de beleza e uma das mais famosas estrelas de cinema clássico de Hollywood, Por outro lado, também é lembrada por sua vida pessoal conturbada, infância instável, luta pelo respeito profissional, sua morte inesperada e as teorias conspiratórias que a rodeiam. Marilyn também têm sido a base de estudos de jornalistas interessadas em gênero e feminismo, como Gloria Steinem, Jacqueline Rose, Molly Haskell, Sarah Churchwell e Lois Banner. Algumas, como Steinem, têm observado a participação de  Marilyn como uma vítima dos sistemas de estúdios de cinema e a objetificação das mulheres em meados do século XX nos Estados Unidos. Outras, como Haskell, Rose e Churchwell, pelo contrário, tem destacado a importância do estúdio na carreira da atriz. Devido ao contraste entre seu estrelato e sua vida pessoal conturbada, Monroe está intimamente ligada às discussões mais amplas sobre fenômenos modernos, tais como meios de comunicação social, cultura do consumo e a fama. De acordo com a acadêmica Susanne Hamscha, por conta da sua contínua relevância para as discussões em cursos sobre a sociedade moderna, a atriz "nunca é completamente situada em um momento ou em um lugar", mas tornou-se "uma superfície sobre a qual relatos da cultura americana podem ser (re)construídas" e "funciona como um tipo cultural que pode ser reproduzido, transformado e traduzido em novos conceitos promulgados por outras pessoas". Da mesma forma, Banner descreve Marilyn como um "metamorfo eterno" que é "recriado por cada geração e cada indivíduo baseado em suas próprias especificações".
Apesar de Marilyn continuar sendo um ícone cultural, os críticos ainda se dividem quanto ao seu legado como atriz. David Thomson descreveu o seu corpo de trabalho como "sem substância", enquanto Pauline Kael escreveu que ela não sabia atuar, mas "usou a sua falta de habilidades para divertir o público". "Ela teve a sagacidade, grosseria ou desespero em fazer o que os outros que tiveram 'bom gosto' não fariam", completou Kael. Por outro lado, Peter Bradshaw escreveu que a atriz "foi uma comediante talentosa que entendia como a comédia alcançava seus efeitos". Jonathan Rosenbaum afirmou que "ela sutilmente revertia o conteúdo sexista dos seus trabalhos" e que "a dificuldade que algumas pessoas têm em reconhecer Marilyn como atriz é enraizada na ideologia de uma época repressiva, quando as mulheres super femininas não deveriam ser inteligentes". Em 2012, no aniversário de cinquenta anos de sua morte, a sua imagem foi usada nos cartazes promocionais do Festival de Cannes, apesar do fato de nunca ter frequentado a cerimônia e apenas um de seus filmes, A Malvada (1950), ter lá sido exibido.